# Boëtius Adams Bolswert
Boëtius Adams Bolswert ou Boëtius Adamsz. à Bolswert ou Bodius (vers 1580, Bolsward - 25 mars 1633, Anvers) est un graveur néerlandais du siècle d'or.

## Biographie
Boëtius Adams Bolswert est né vers 1580 à Bolsward aux Pays-Bas.
Avec son frère Schelte Adams Bolswert né vers 1586, il s'installe à Amsterdam en 1611. Comme graveurs, les deux frères sont actifs à Amsterdam de 1611 à 1616. En 1620, ils s'installent à Anvers. Boëtius devient membre de la Guilde de Saint-Luc d'Anvers en 1620. En 1624, les deux frères Bolswert entrent dans l'atelier de Pierre Paul Rubens. Boëtius grave de nombreuses œuvres telles que les peintures d'après Michiel Jansz van Mierevelt, David Vinckboons, Abraham Bloemaert, Abraham van Diepenbeeck, Gerard Seghers, Francesco Mazzola dit Le Parmesan.
Il meurt le 25 mars 1633 à Anvers.

## Œuvres
- Les horreurs de la guerre d'Espagne, quatre gravures d'après les dessins de David Vinckboons, 1610.
- Scènes pastorales, gravures de Boëtius Adams Bolswert d'après Abraham Bloemaert, 1611.
- Paysages, gravures d'après David Vinckboons et Gillis van Coninxloo, vers 1612-1614.
- Portraits de Michiel Jansz van Mierevelt, d'Élisabeth et Frédéric de Bohême.
- Le lit d'état de Philippe Guillaume, prince d'Orange, 1618, Rijksmuseum, Amsterdam.
- Hendrick Aertssens (auteur des légendes des gravures), Sylva anachoretica Ægypti et Palæstinæ, cinquante gravures de portraits par Boëtius Adams Bolswert d'après Abraham Bloemaert, 1619.
- Portrait du jésuite Jean Berchmans, vers 1621[2].
- Joannem Bourghesium,  Vitae, passionis et mortis Jesus Christi, Domini Nostri, mysteria, soixante-seize gravures par Boëtius Adams Bolswert, édité par Henri Aertssens, Anvers, 1622.
- Père Antoine Sucquet, Via vitae aeternae, trente-trois gravures par Boëtius Adams Bolswert, 1623.
- Boëcius Adams Bolswert, Le pèlerinage des sœurs Colombelle et Volontairette vers leur bien-aimé dans Jérusalem ; leurs aventures, empêchements et fins, texte et vingt-huit gravures par Boëtius Adams Bolswert, édité par Henri Aertssens à Anvers en 1626 pour le texte en flamant, en 1636 pour le texte en français[3].
- Herman Hugo, Pia Desideria, quarante-huit gravures par Boëtius Adams Bolswert, 1628.
- Abraham Bloemaert et Boetius Adams Bolwert, Ad sacrum speculum recurris? Hare fixus atque stupe intimoque ocello sanctorum legito parentum eremum, Abr. Bloemaert Invet. ; Boetius A. Bolvert Sculp, 1612[4].

## Galeries

### Sylva anachoretica Ægypti et Palæstinæ, 1619

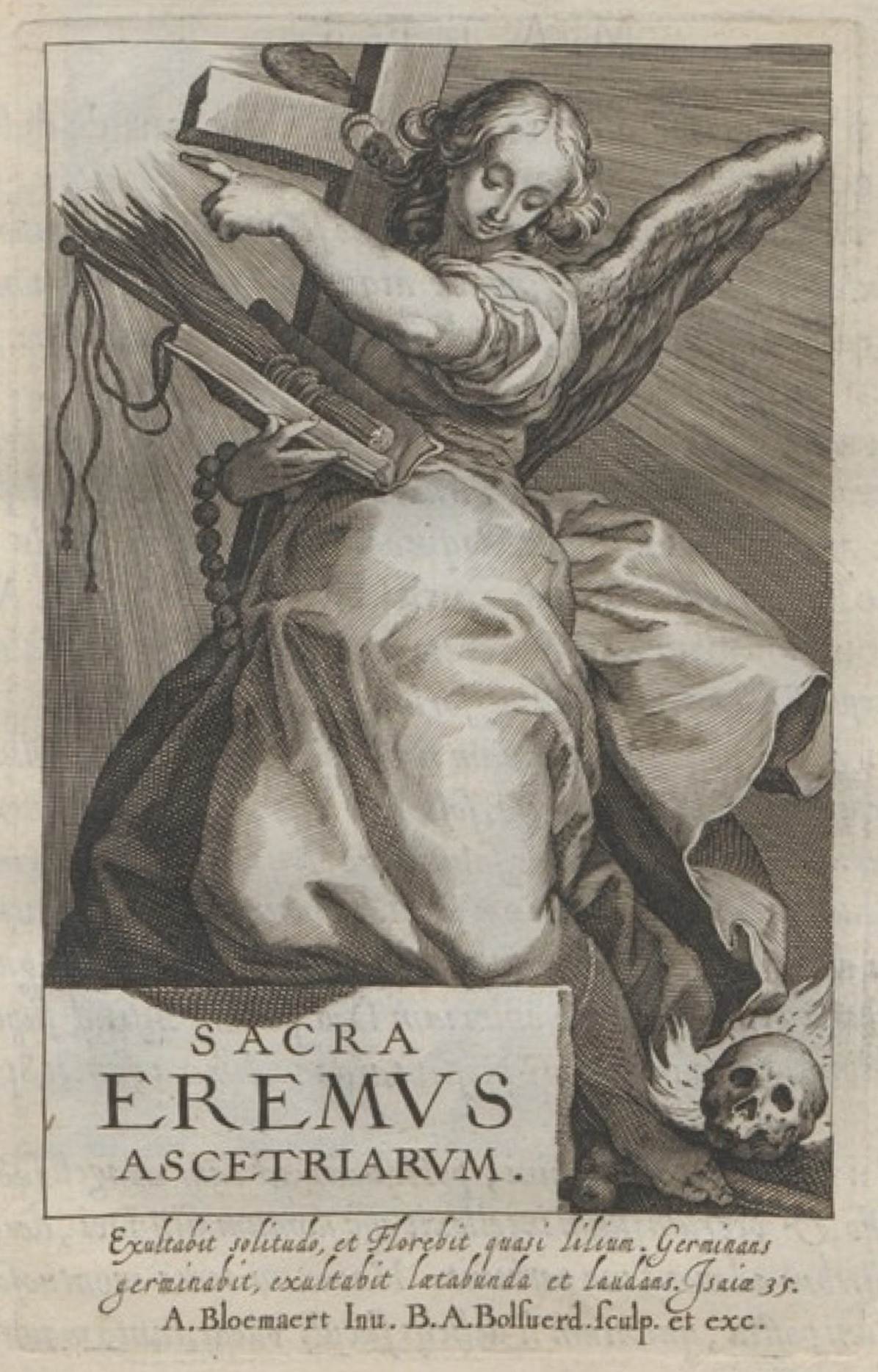
Titre
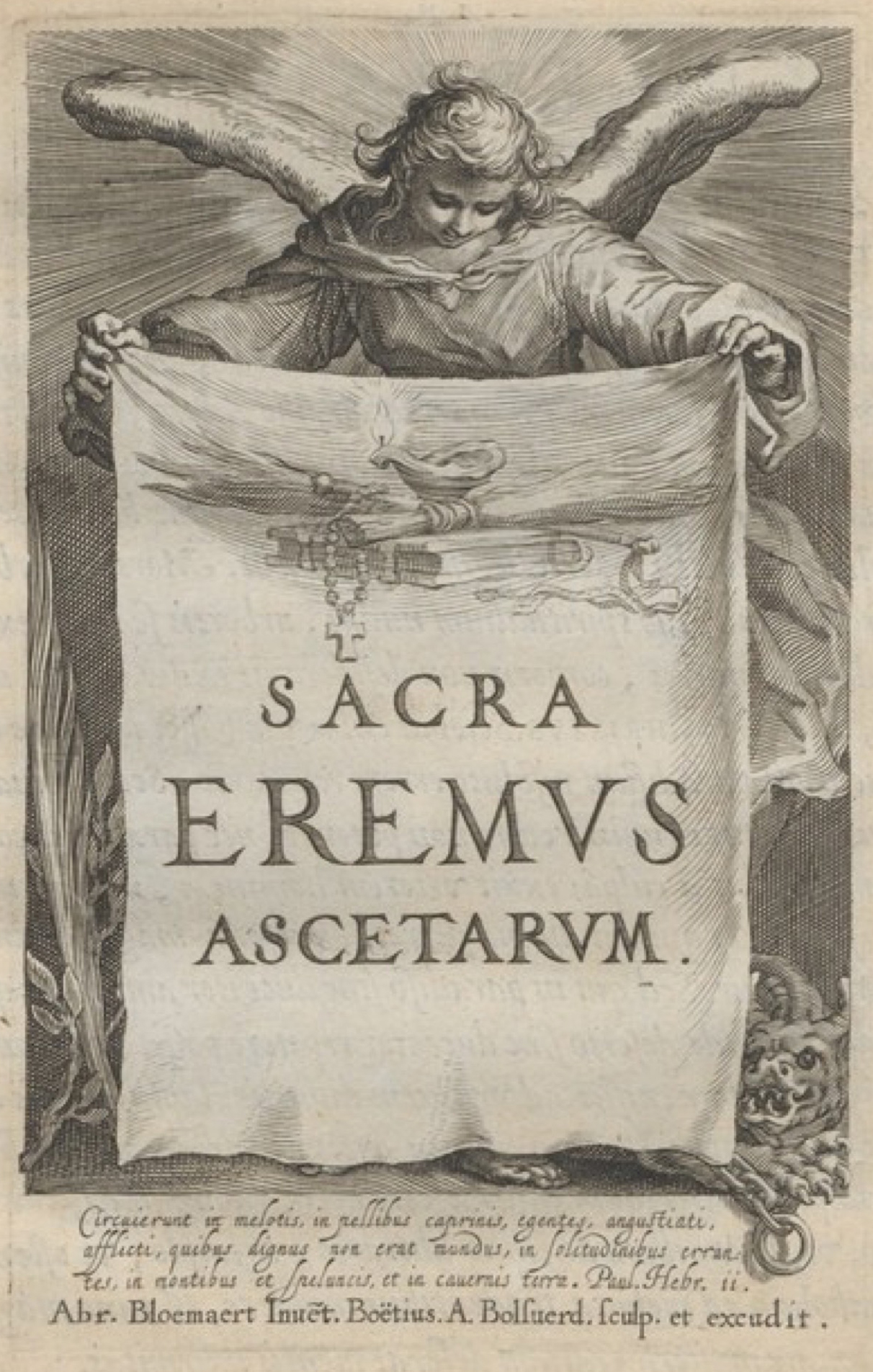
Frontispice
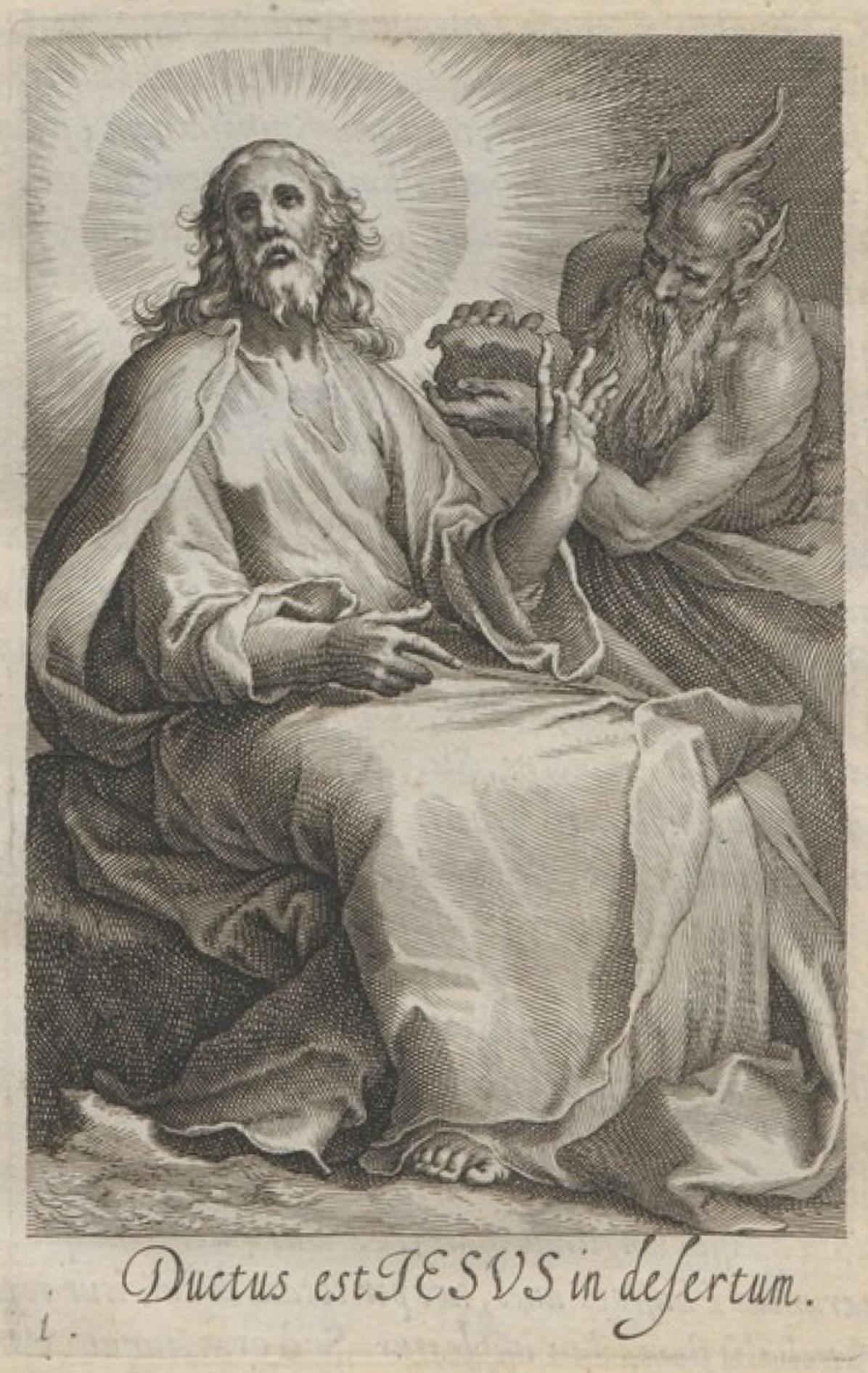
1. Tentation de Jésus au désert
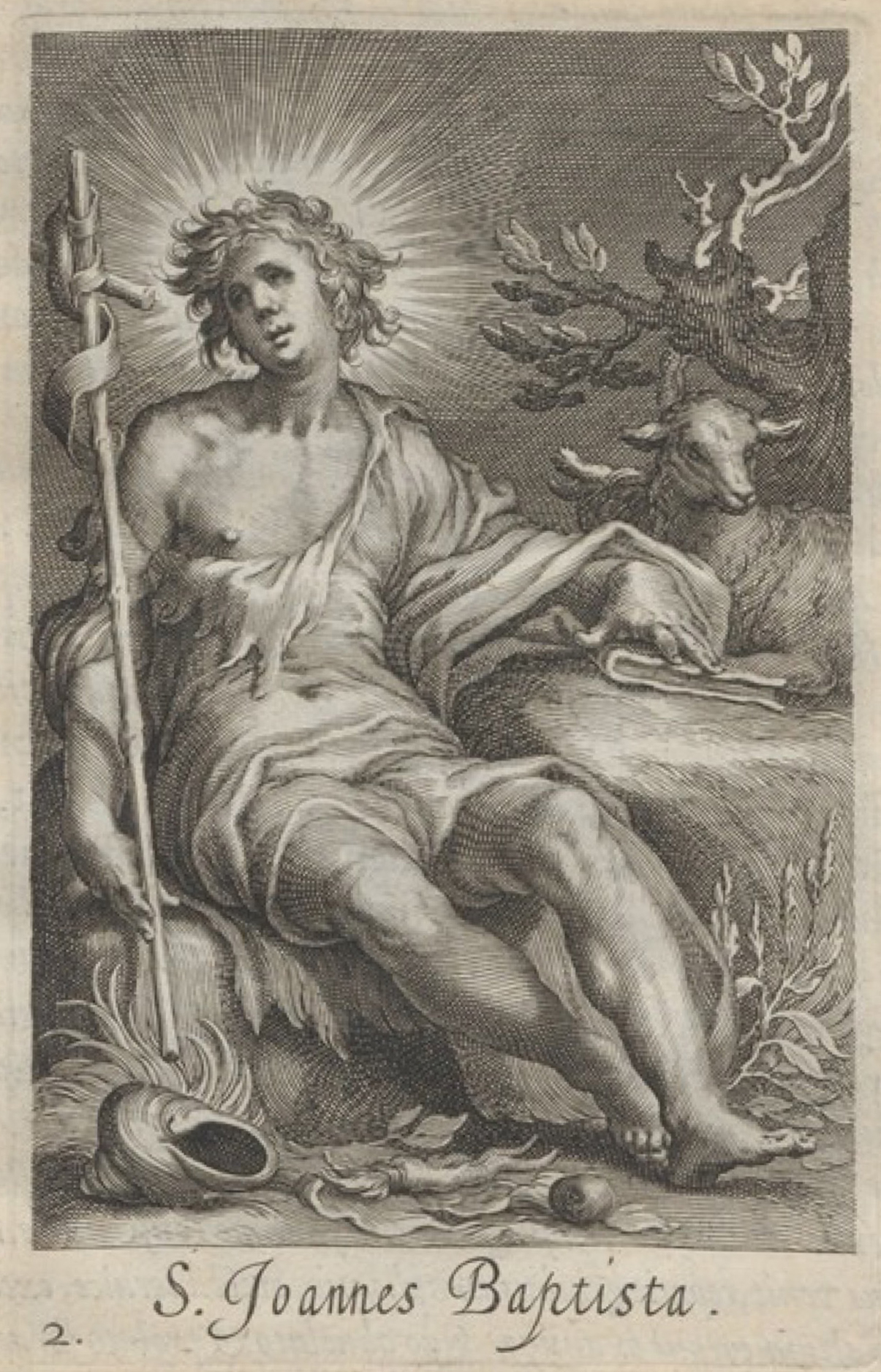
2. Saint Jean-Baptiste
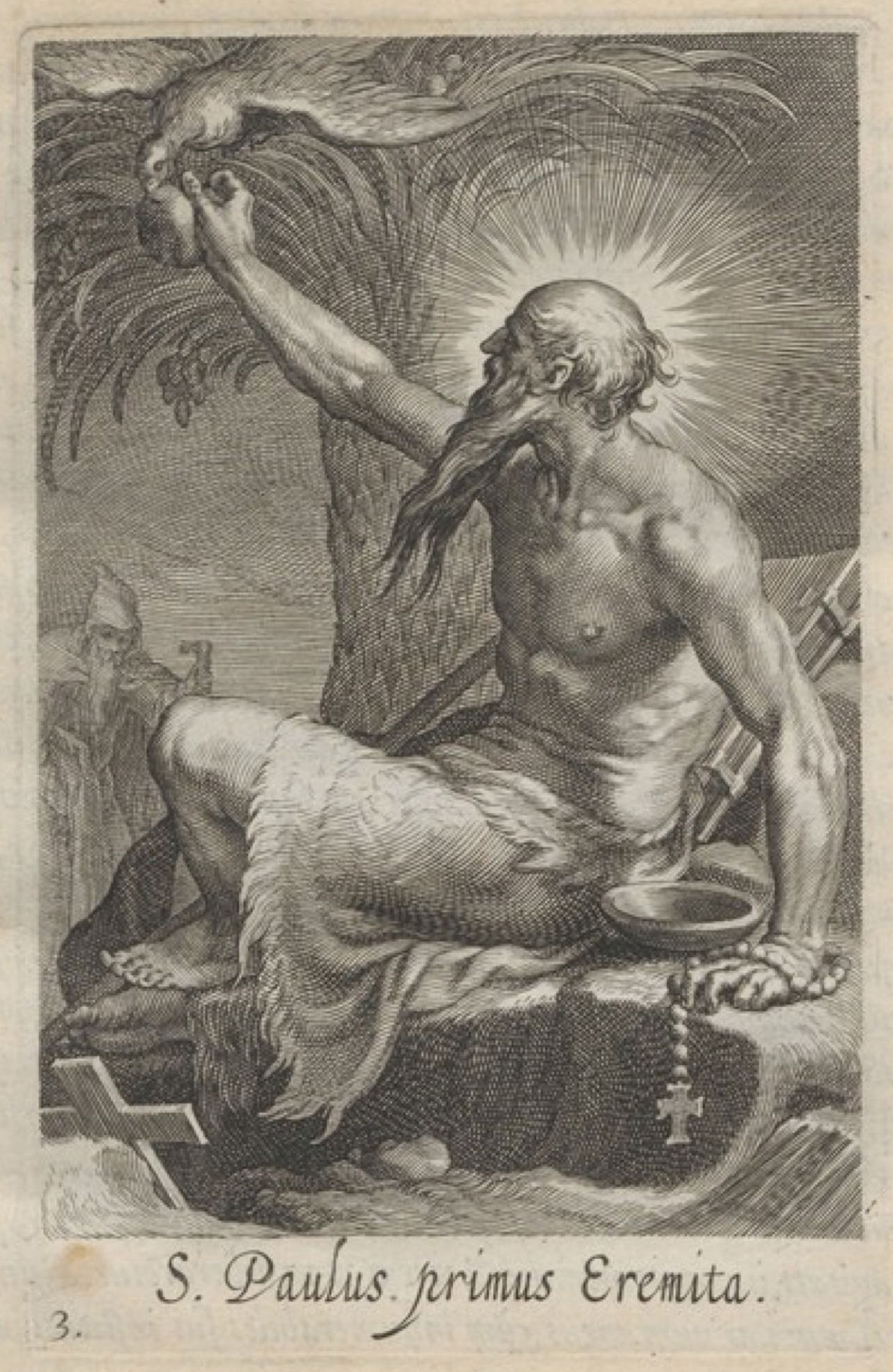
3. Saint Paul, premier ermite
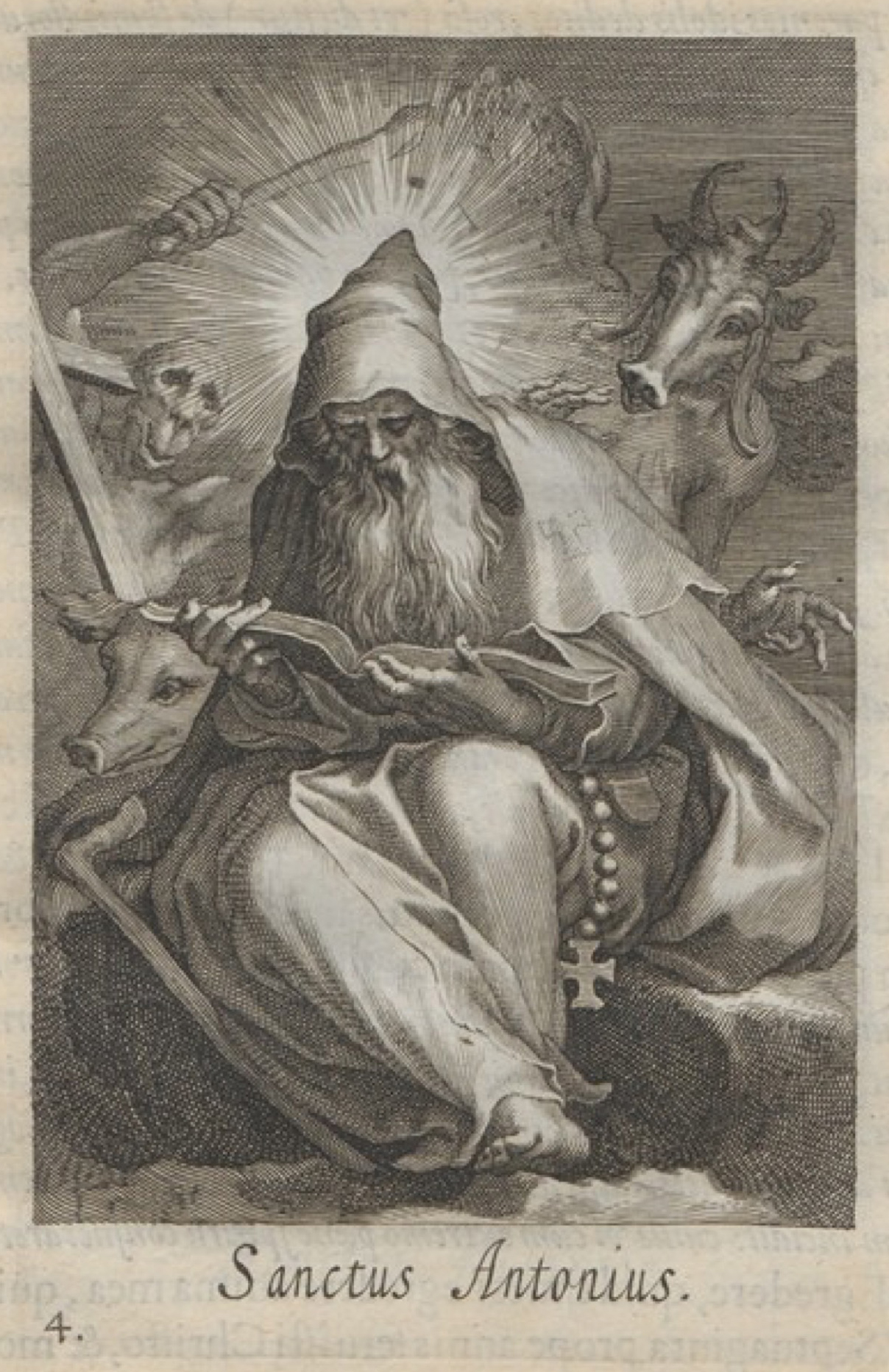
4. Saint Antoine
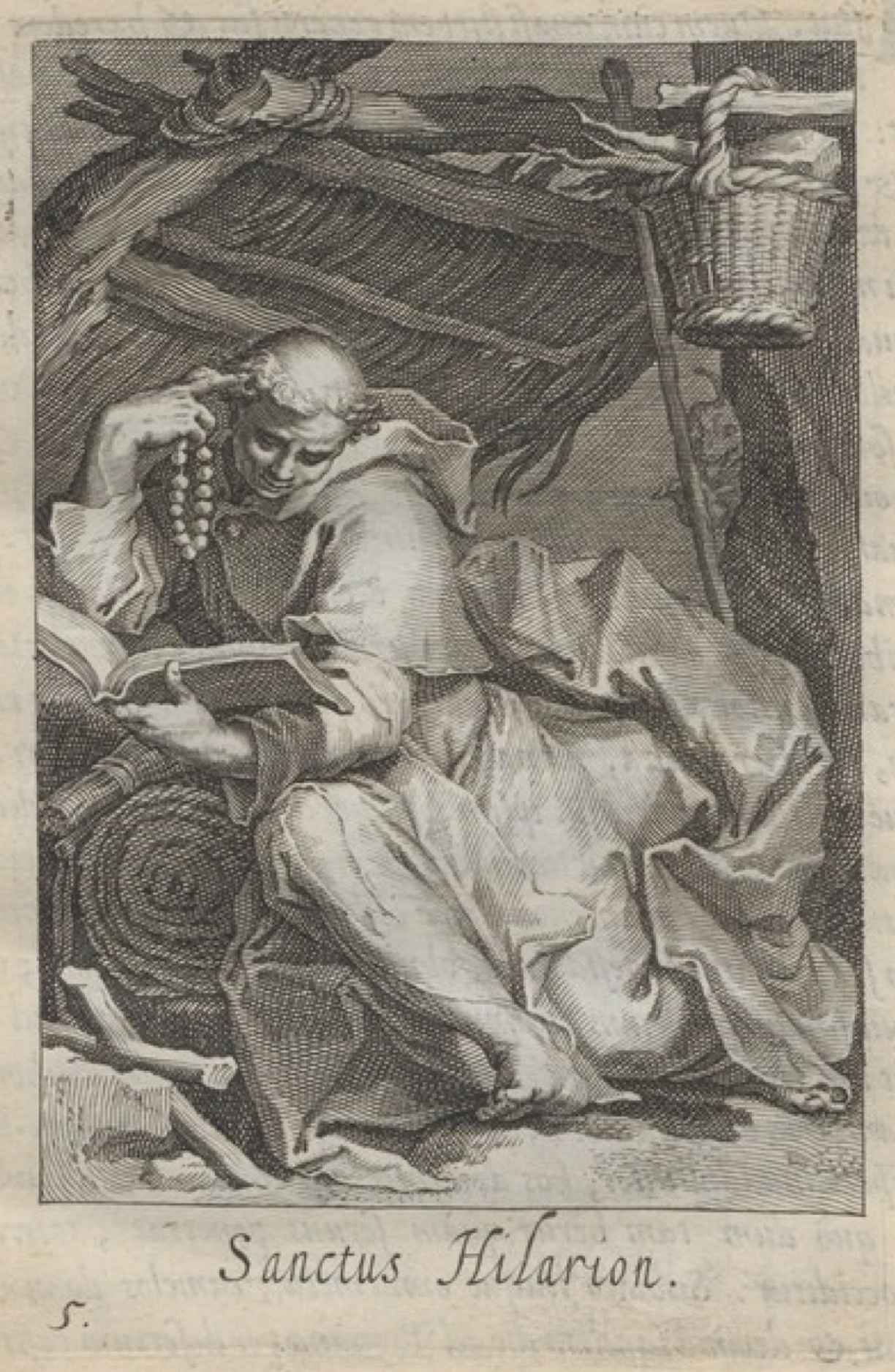
5. Saint Hilaire
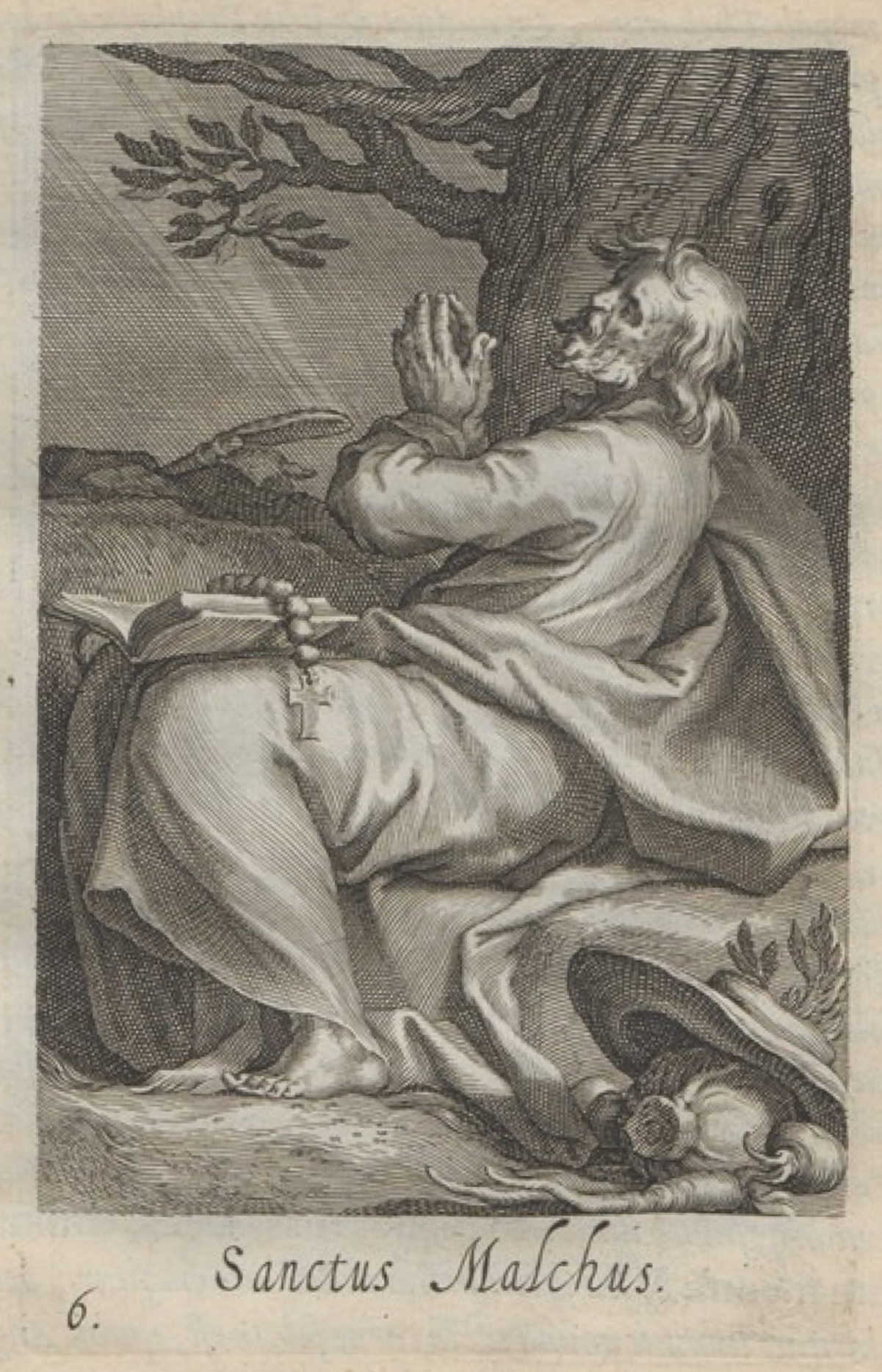
6. Saint Malchus
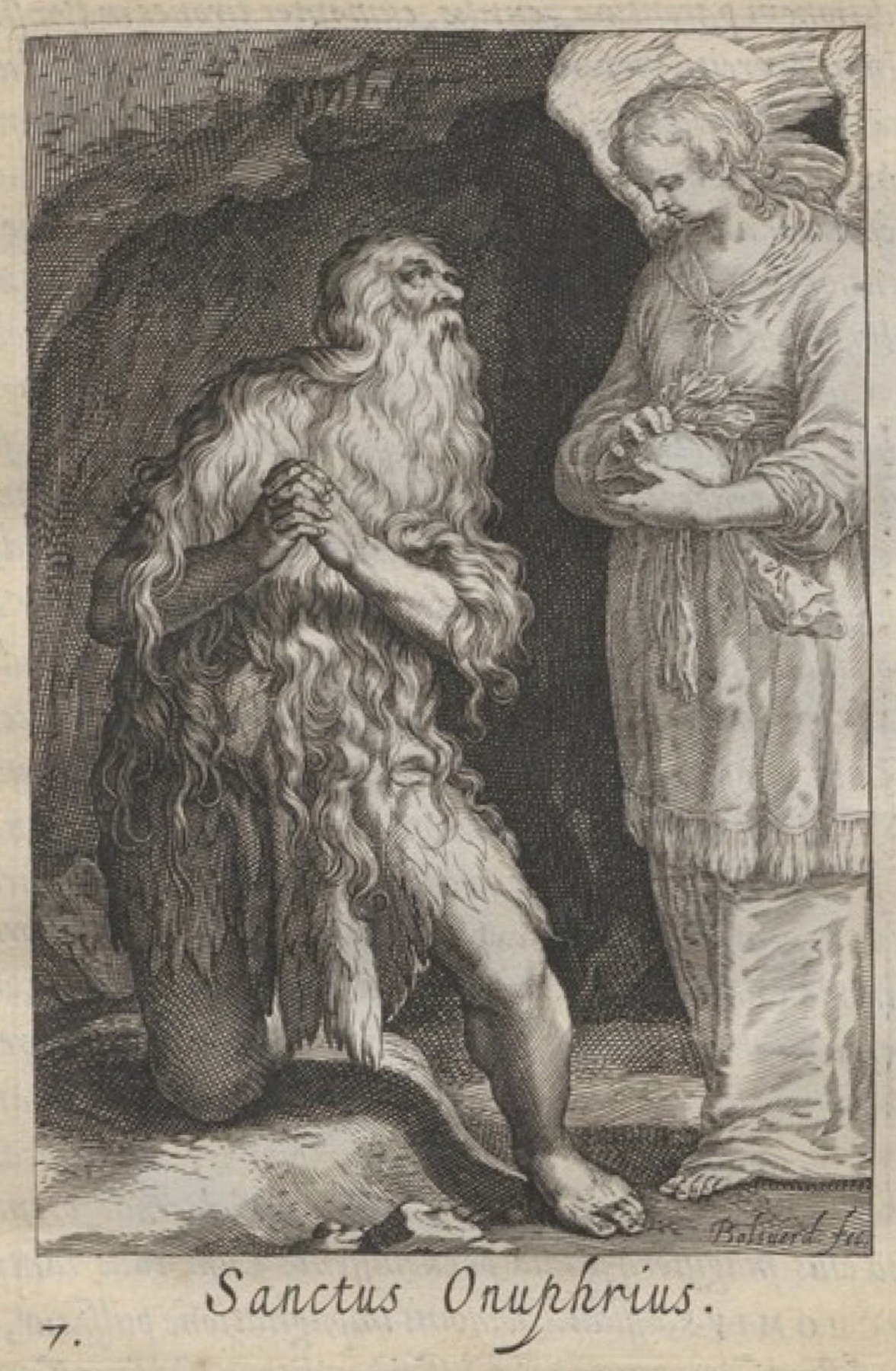
7. Saint Onuphre
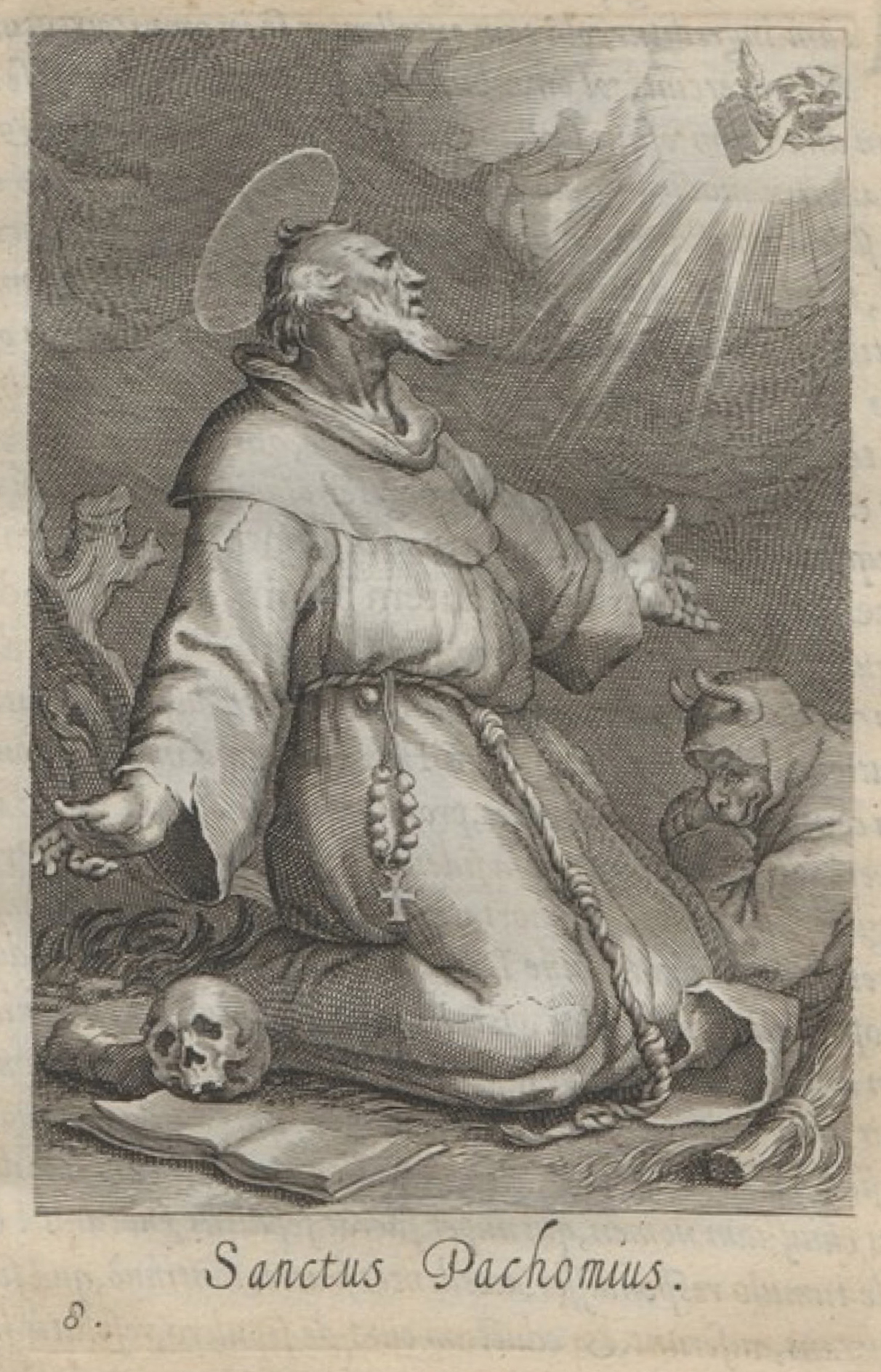
8. Saint Pacôme
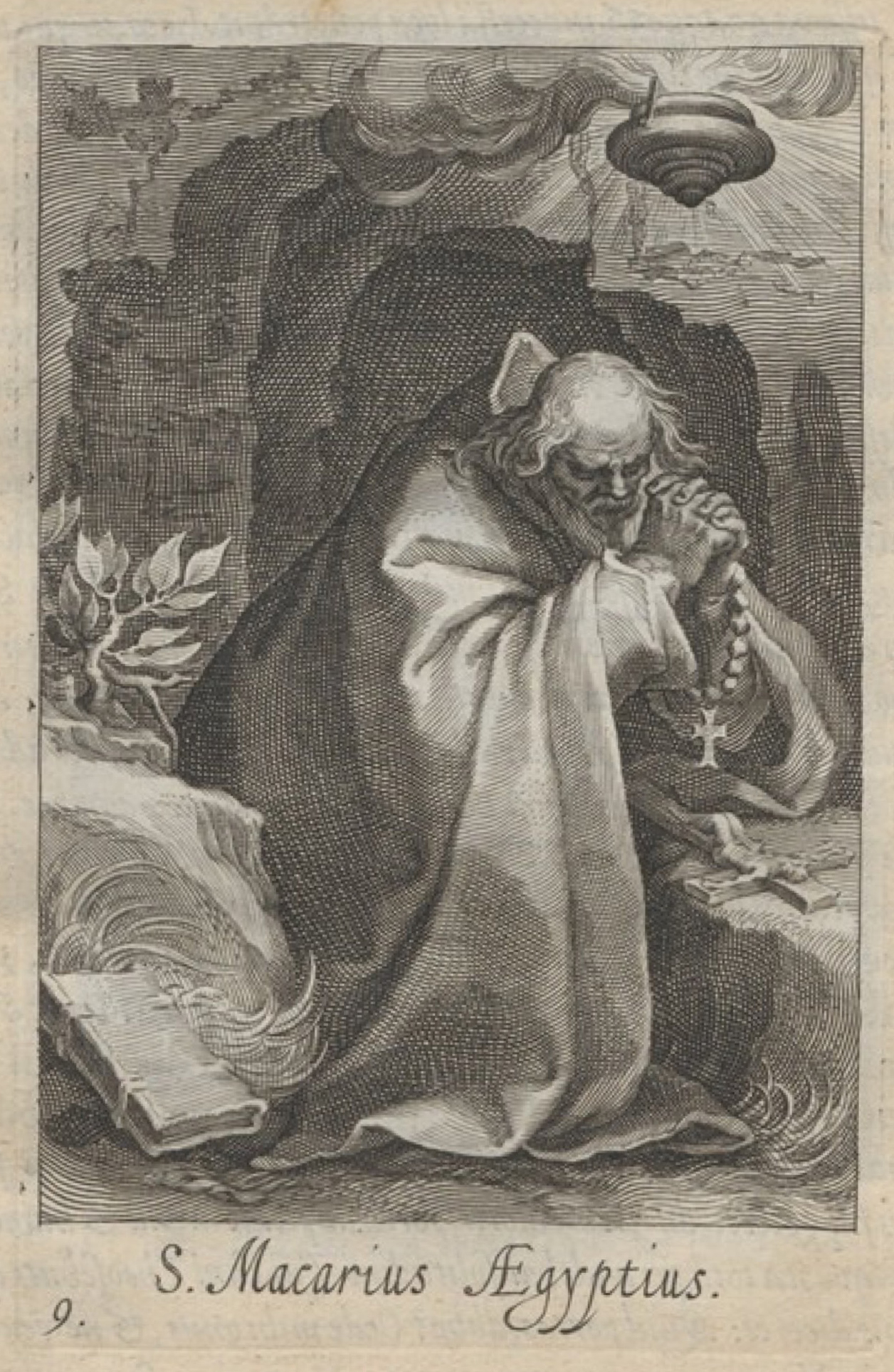
9. Saint Macaire l'Égyptien
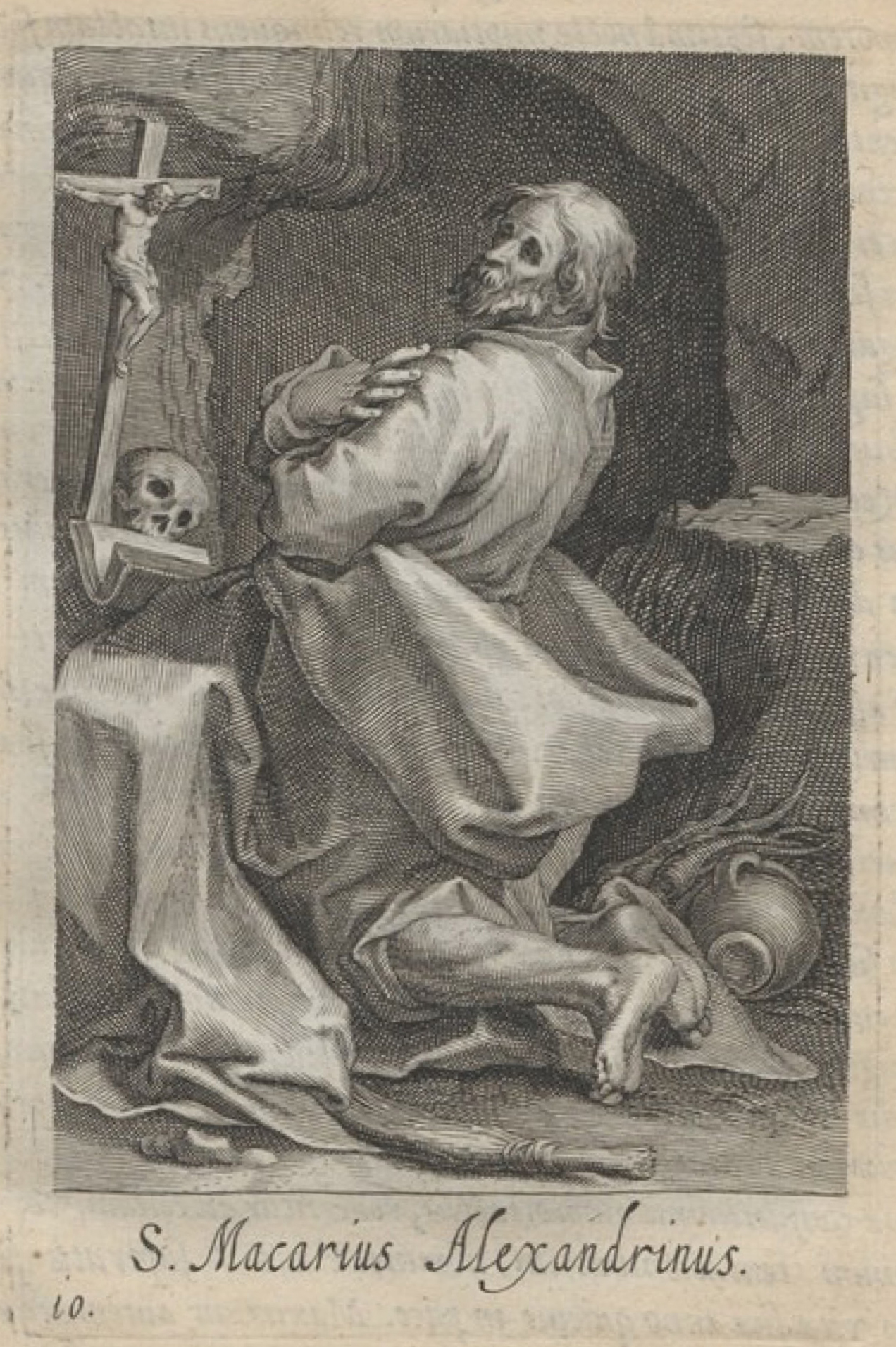
10. Saint Macaire d'Alexandrie
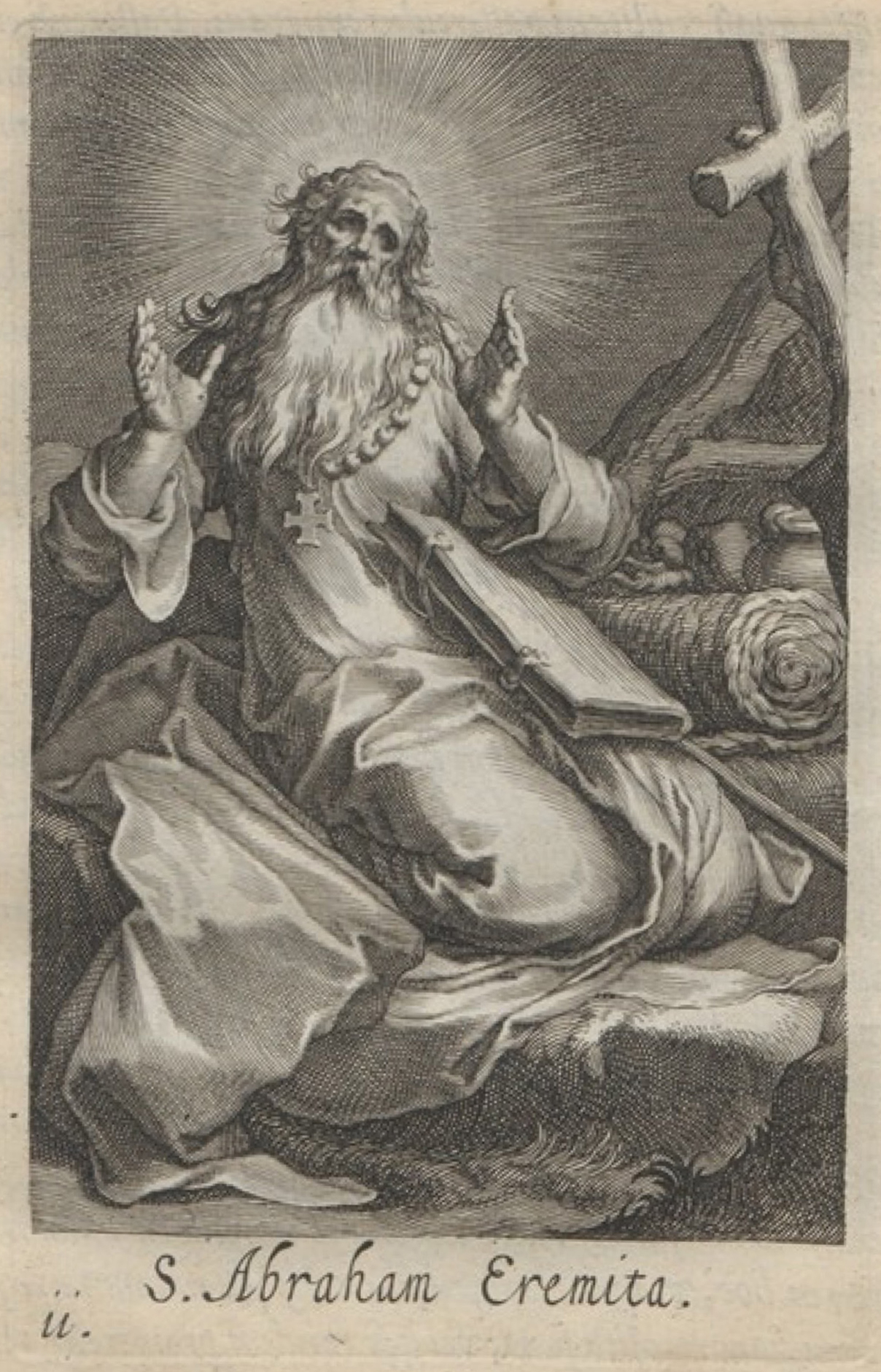
11. Saint Abraham
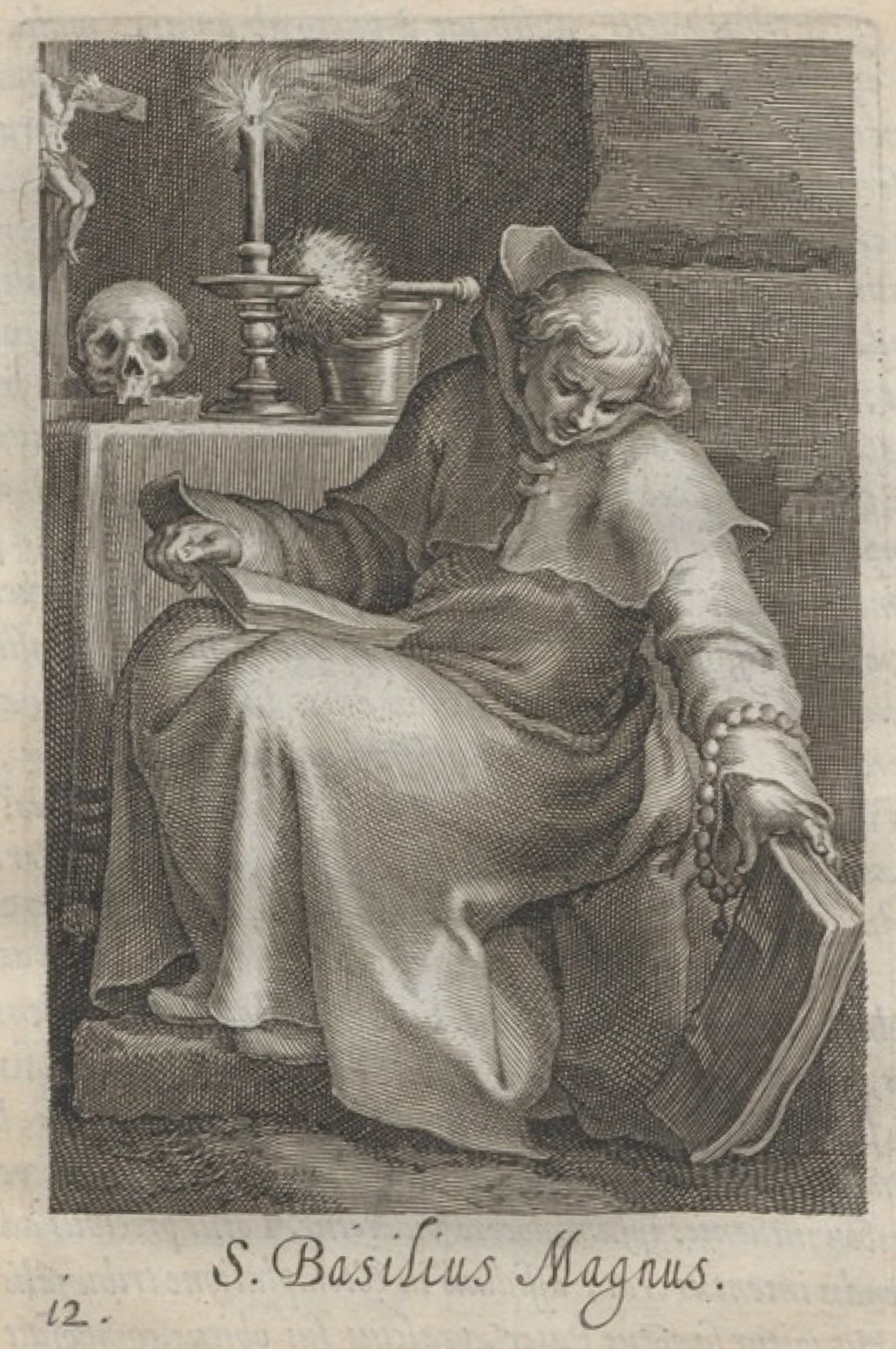
12. Saint Basile le Grand
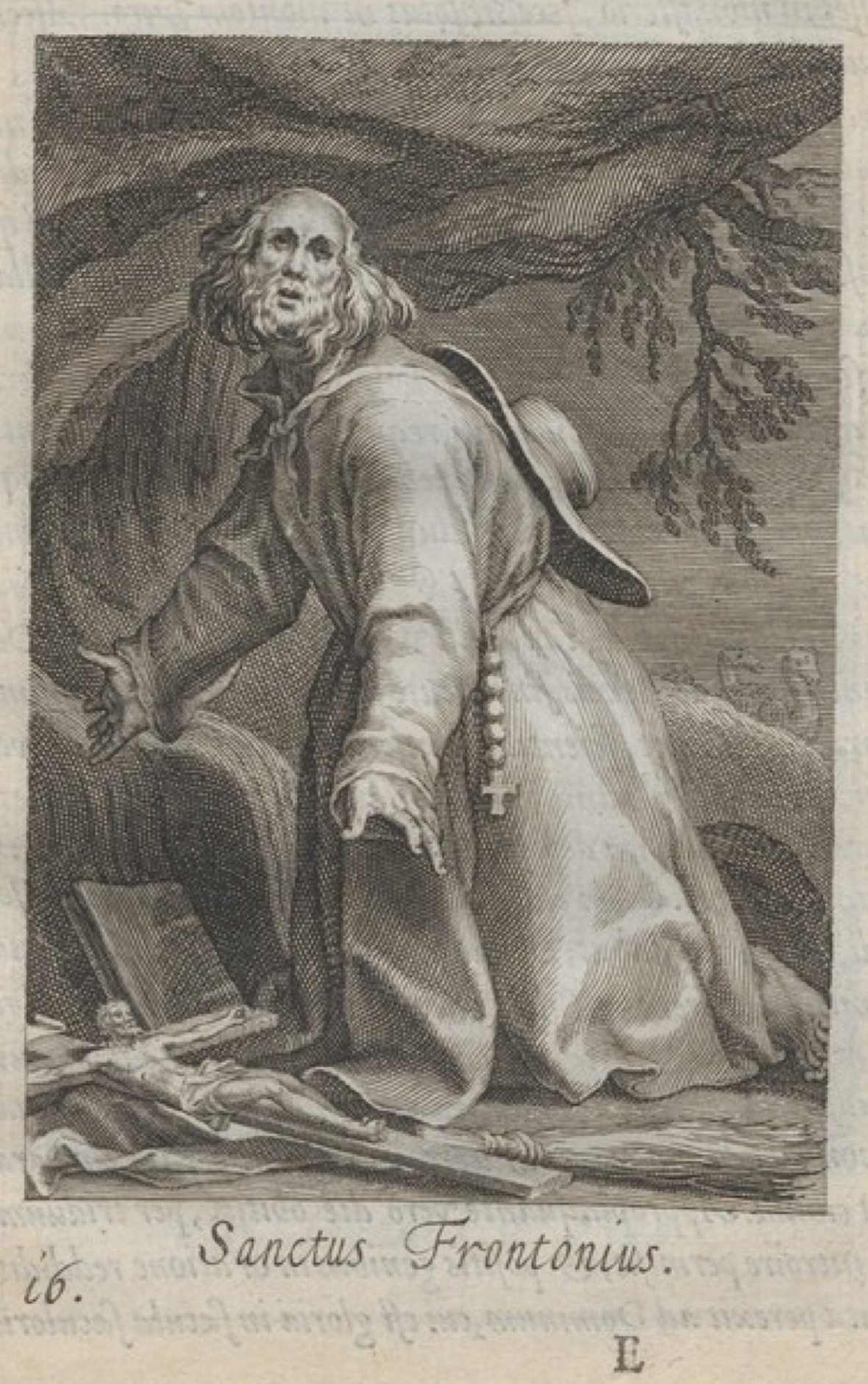
16. Saint Fronton
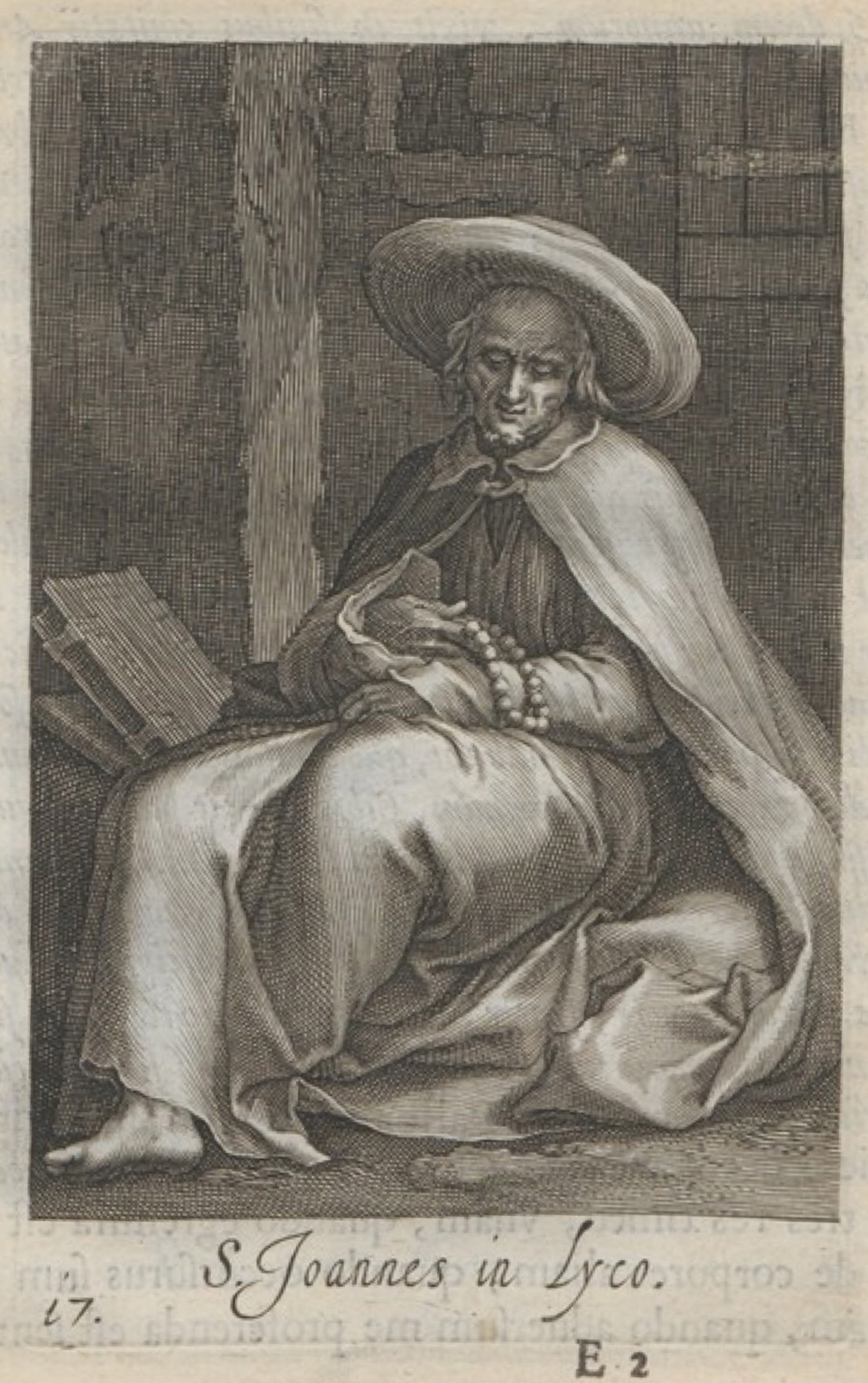
17. Saint Jean de Lycie
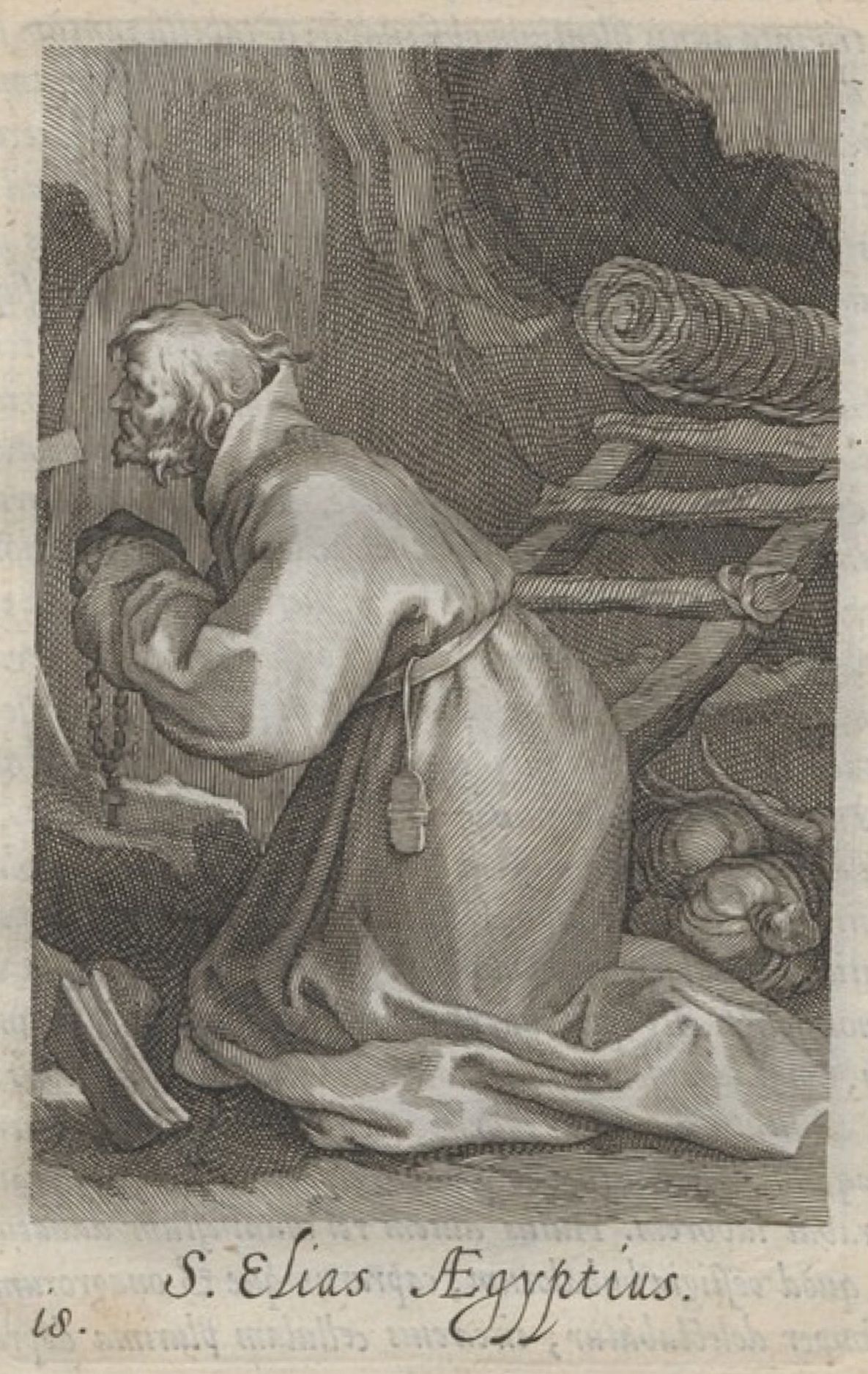
18. Saint Élie
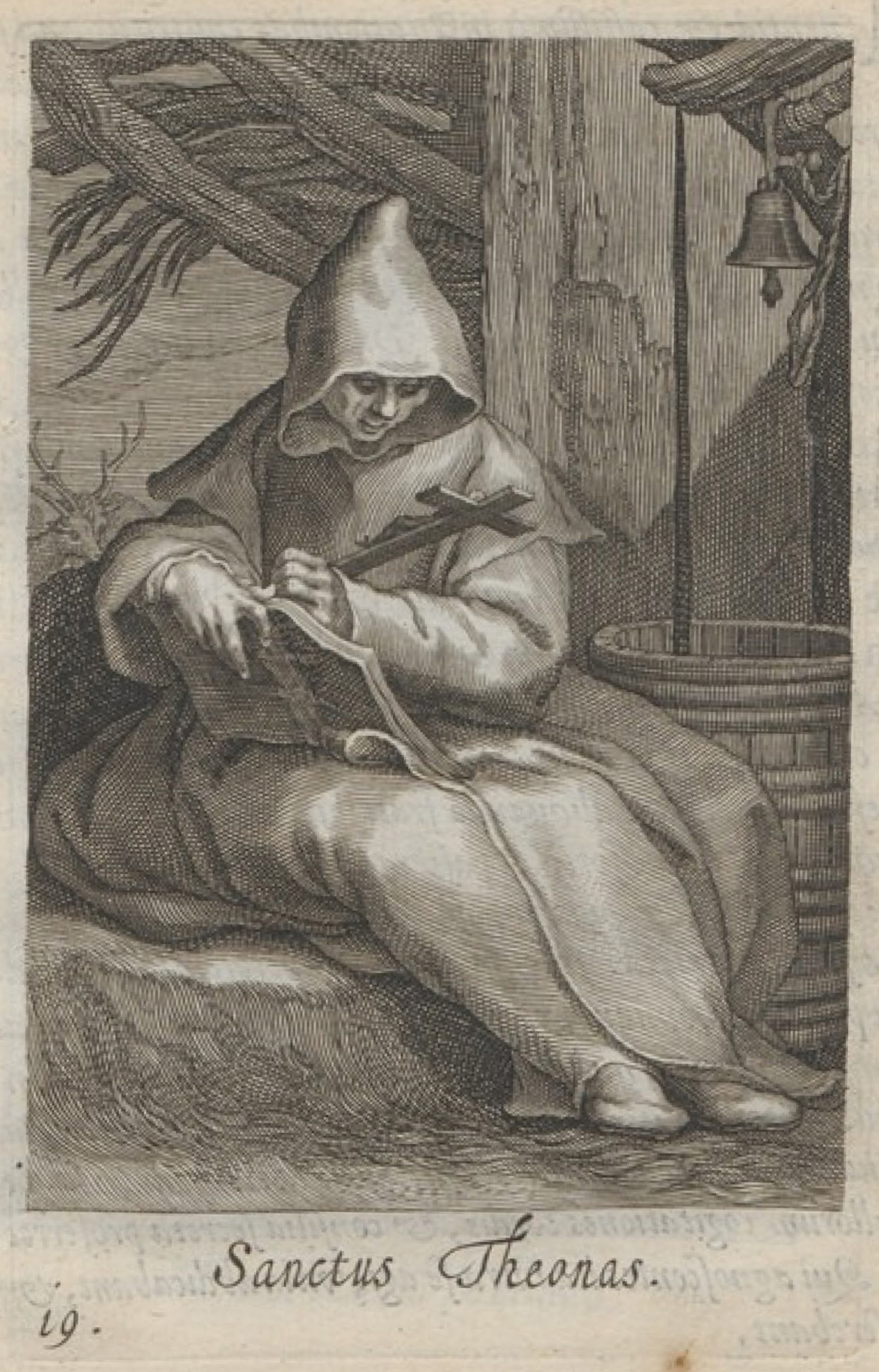
19. Saint Theonas
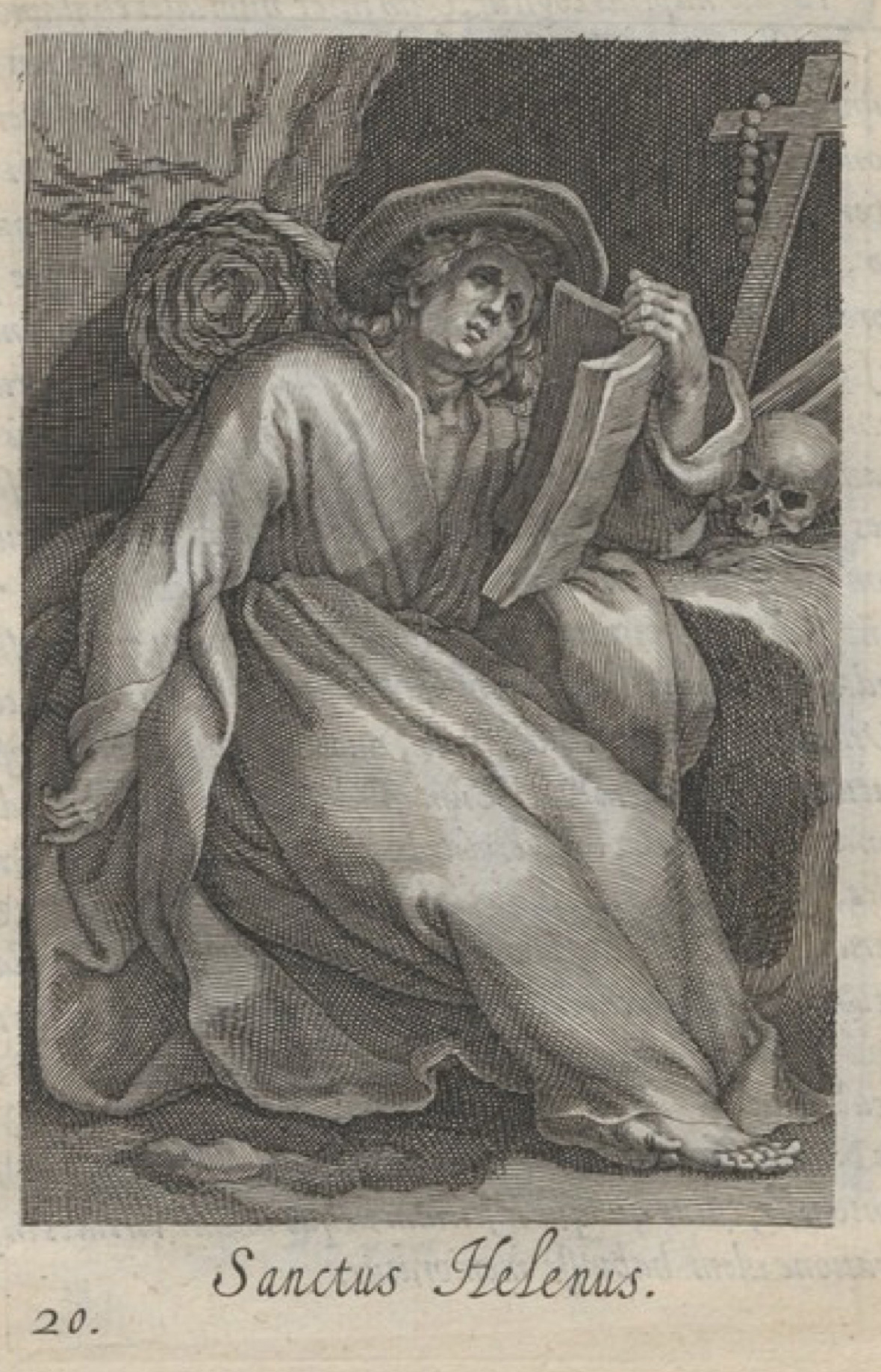
20. Saint Hélénon
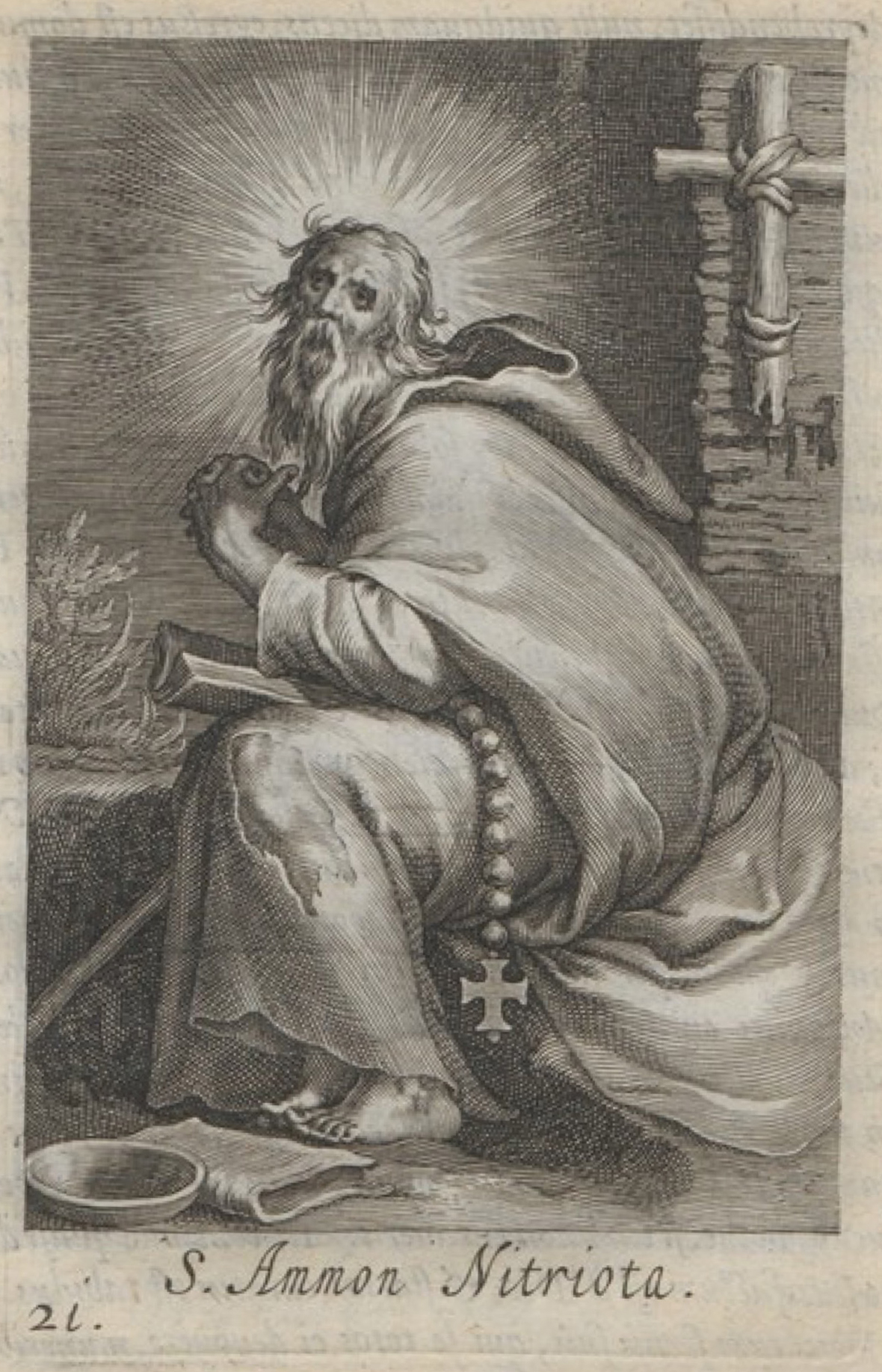
21. Saint Ammon
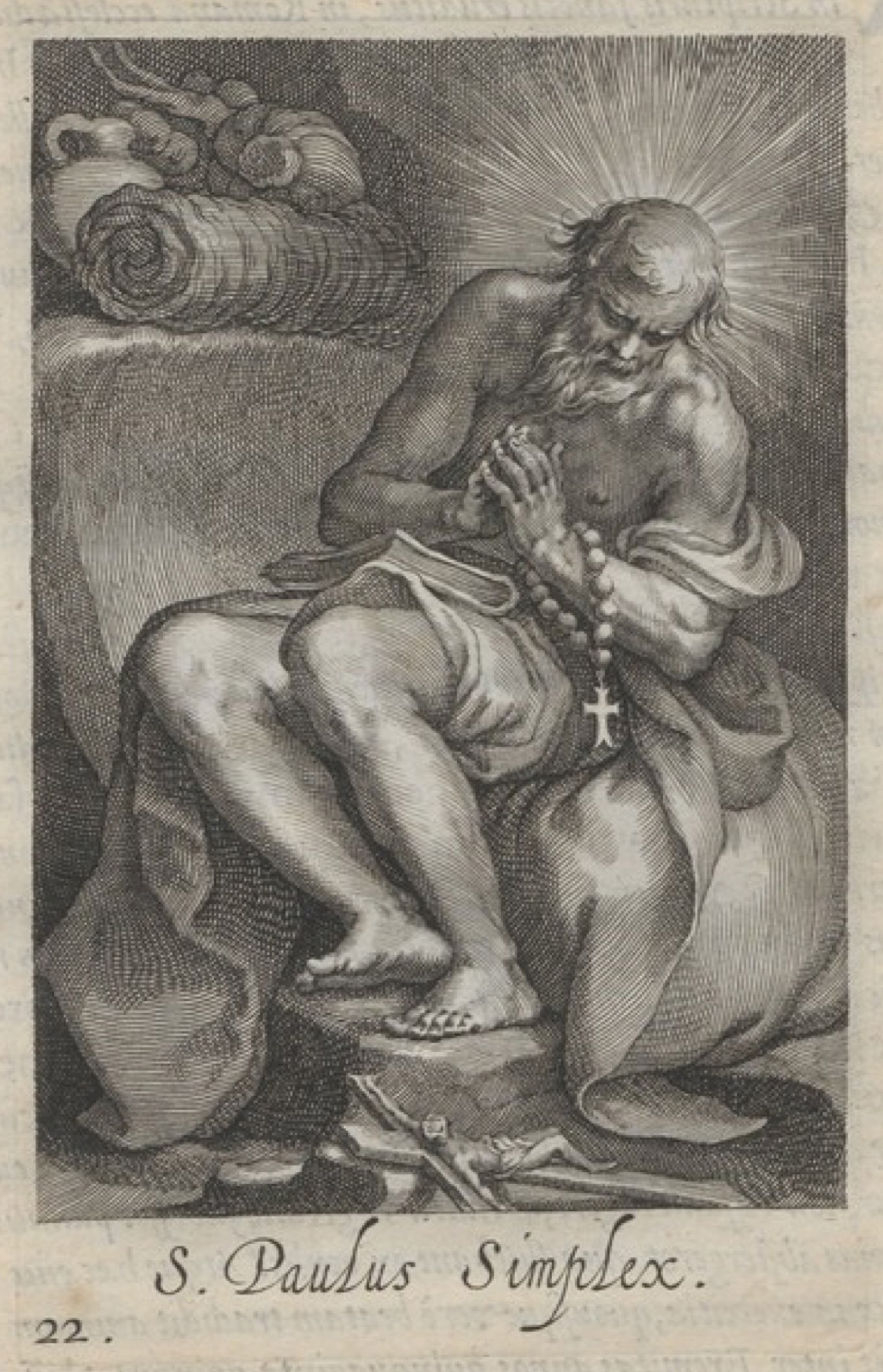
22. Saint Paul le Simple
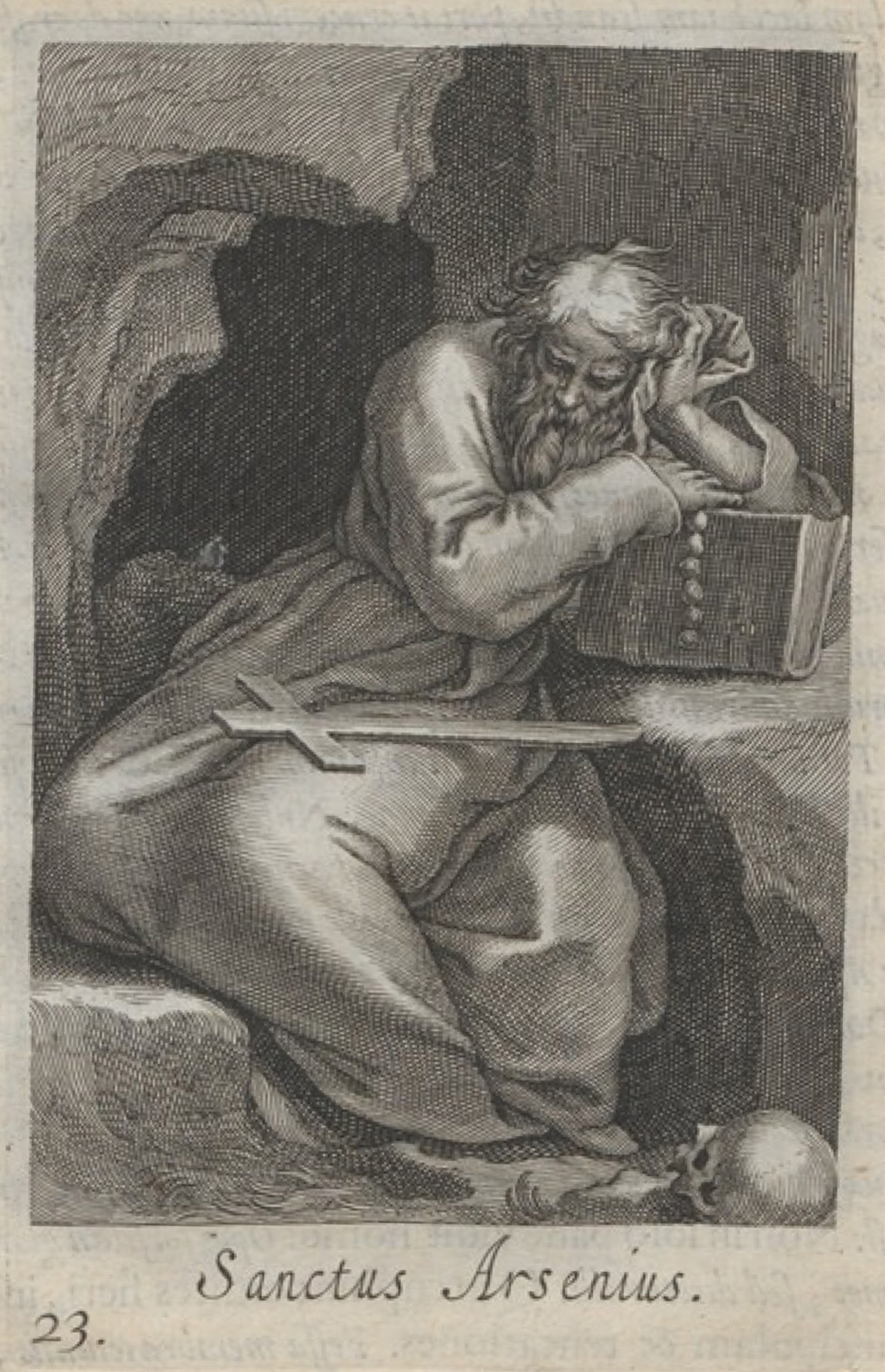
23. Saint Arsène
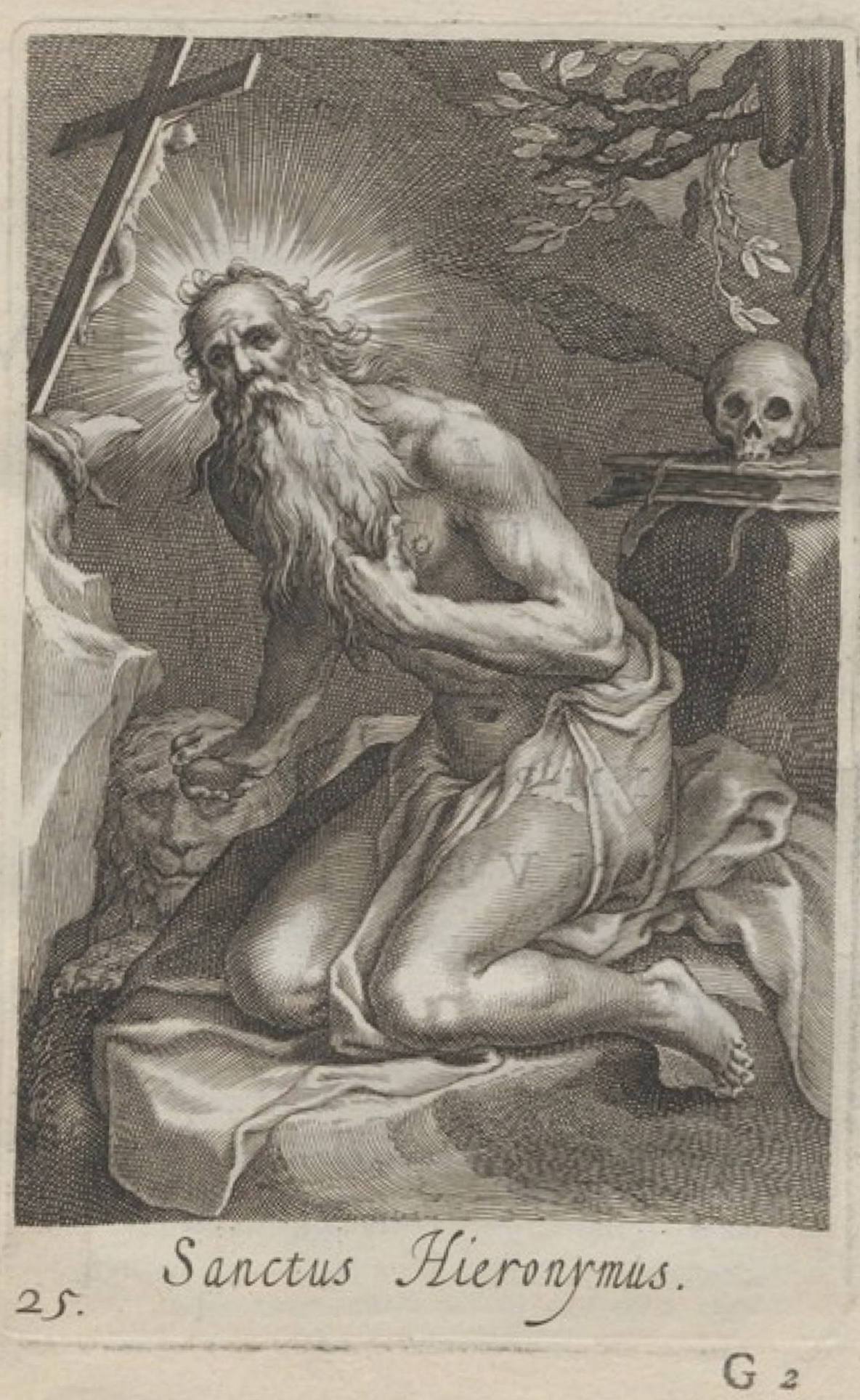
25. Saint Jérôme
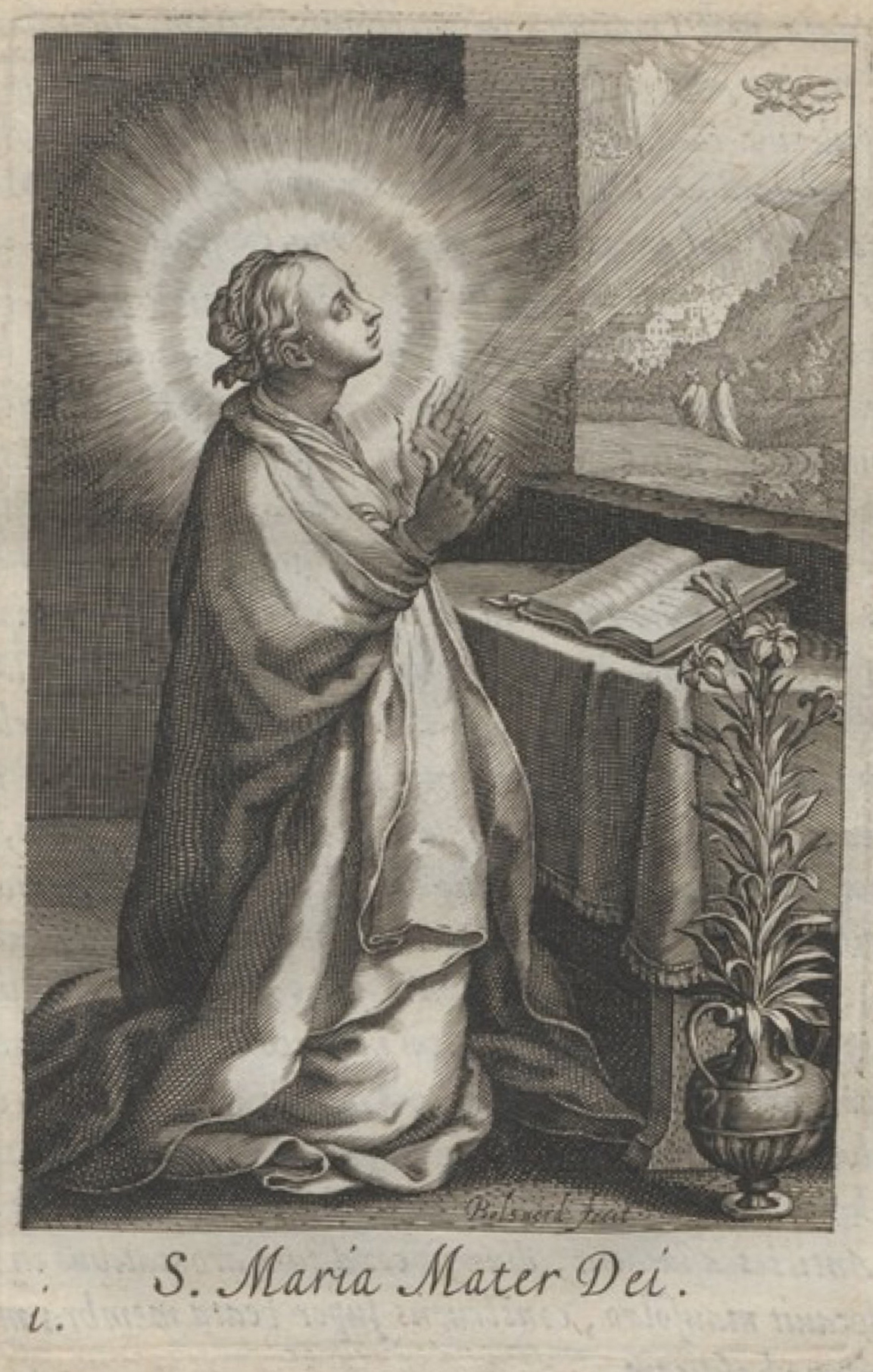
26. Sainte Marie, Mère de Dieu
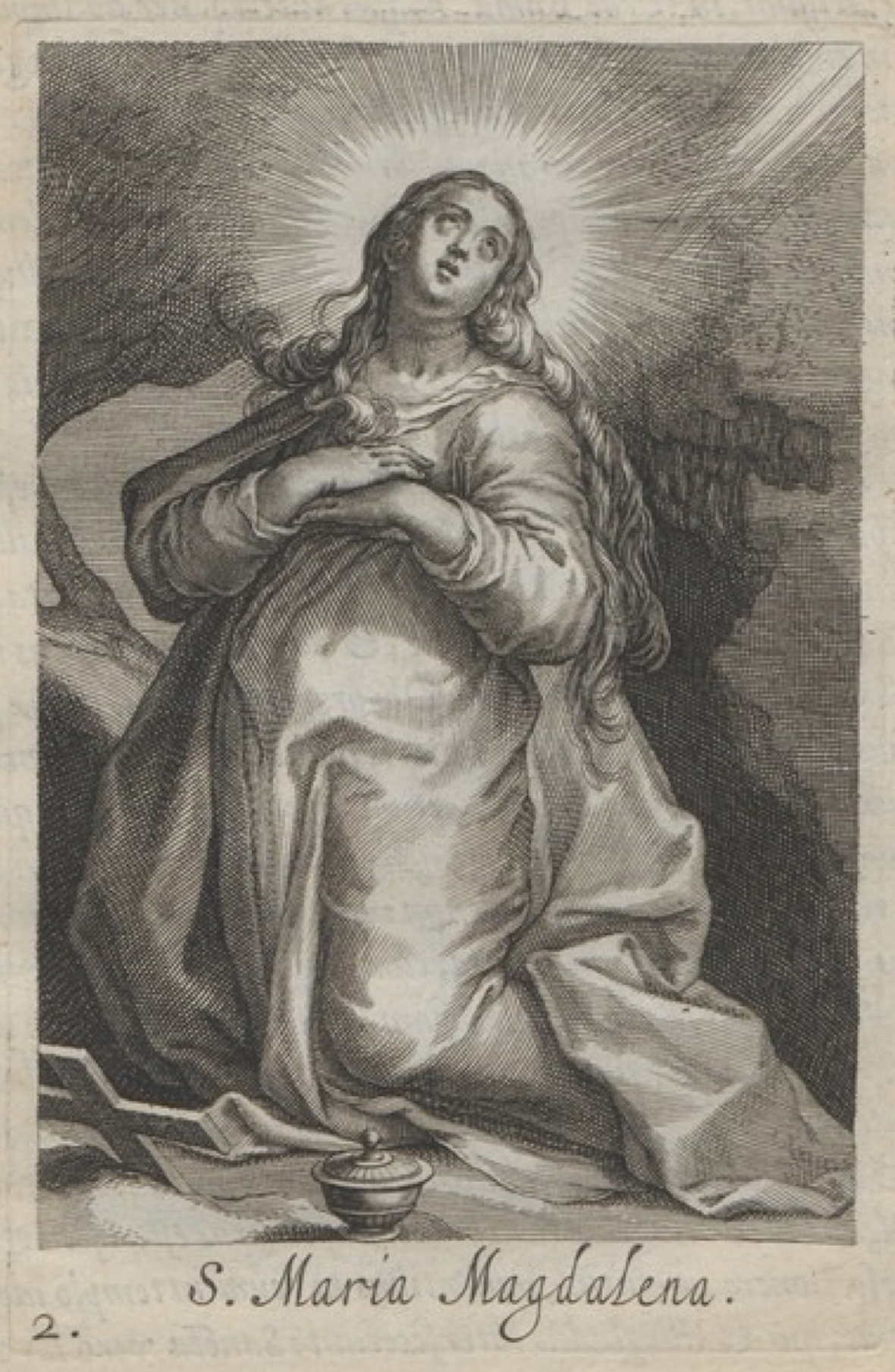
27. Sainte Marie-Madeleine
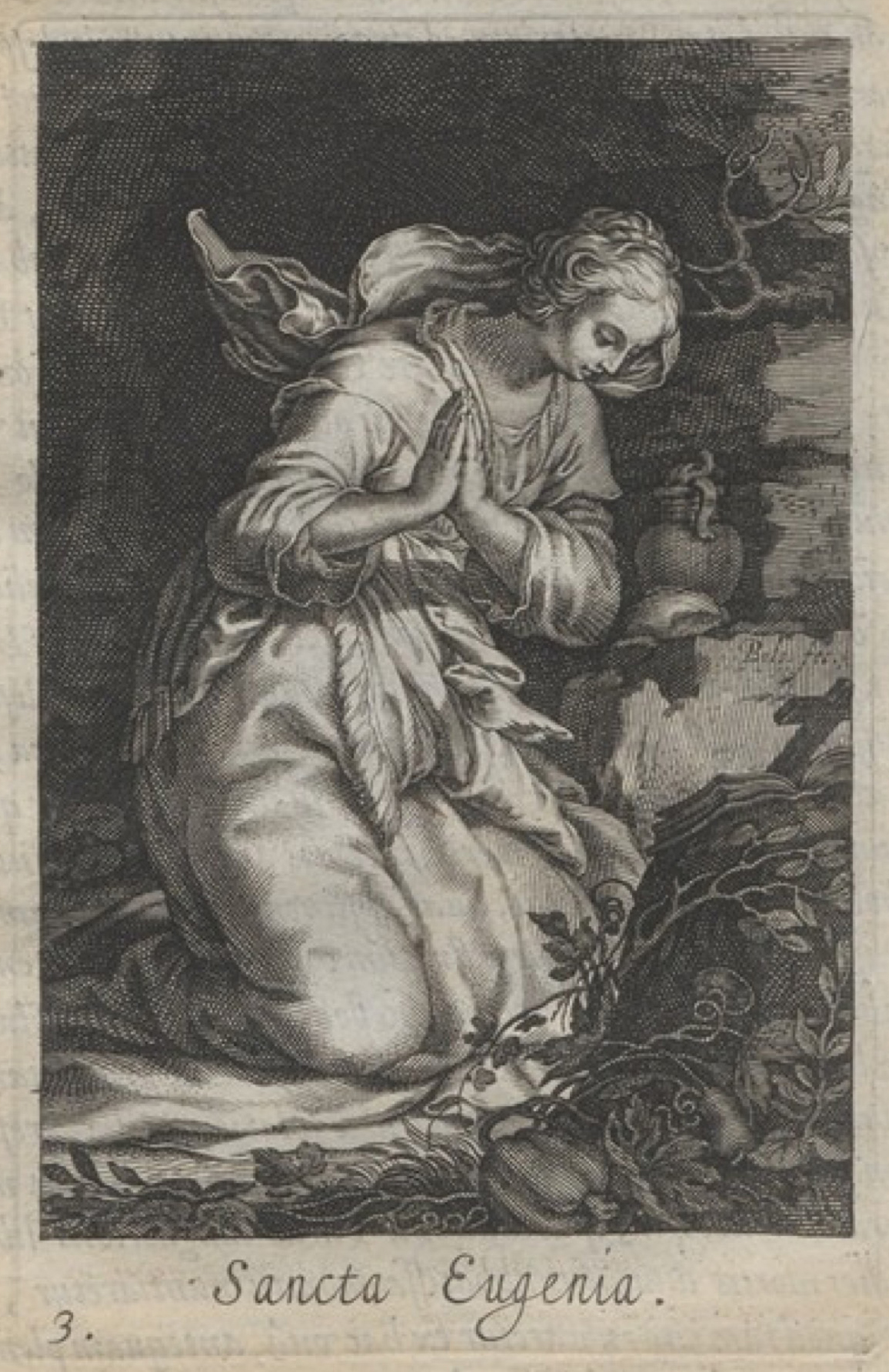
28. Sainte Eugénie
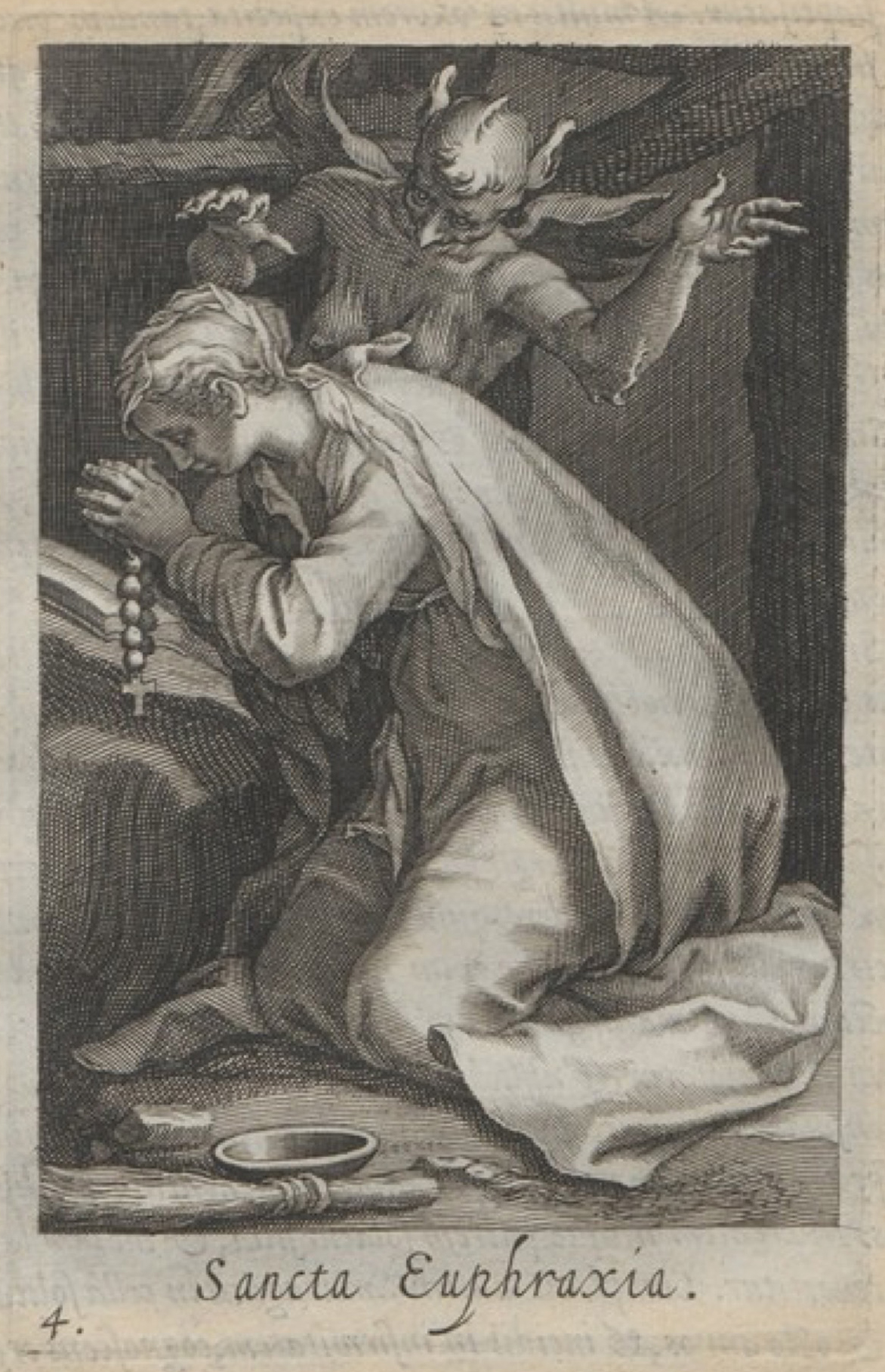
29. Sainte Euphrasie
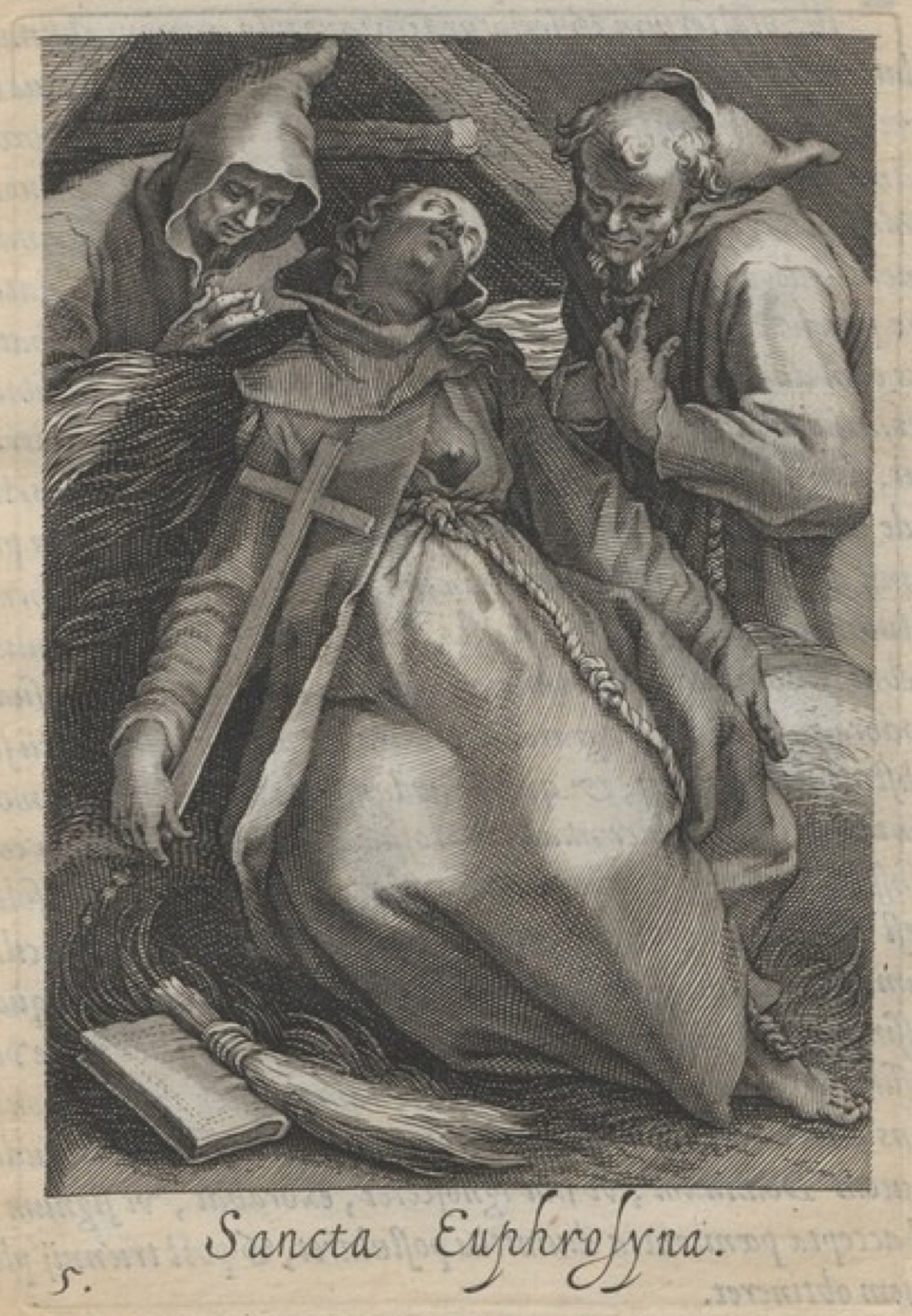
30 Sainte Euphrosyne
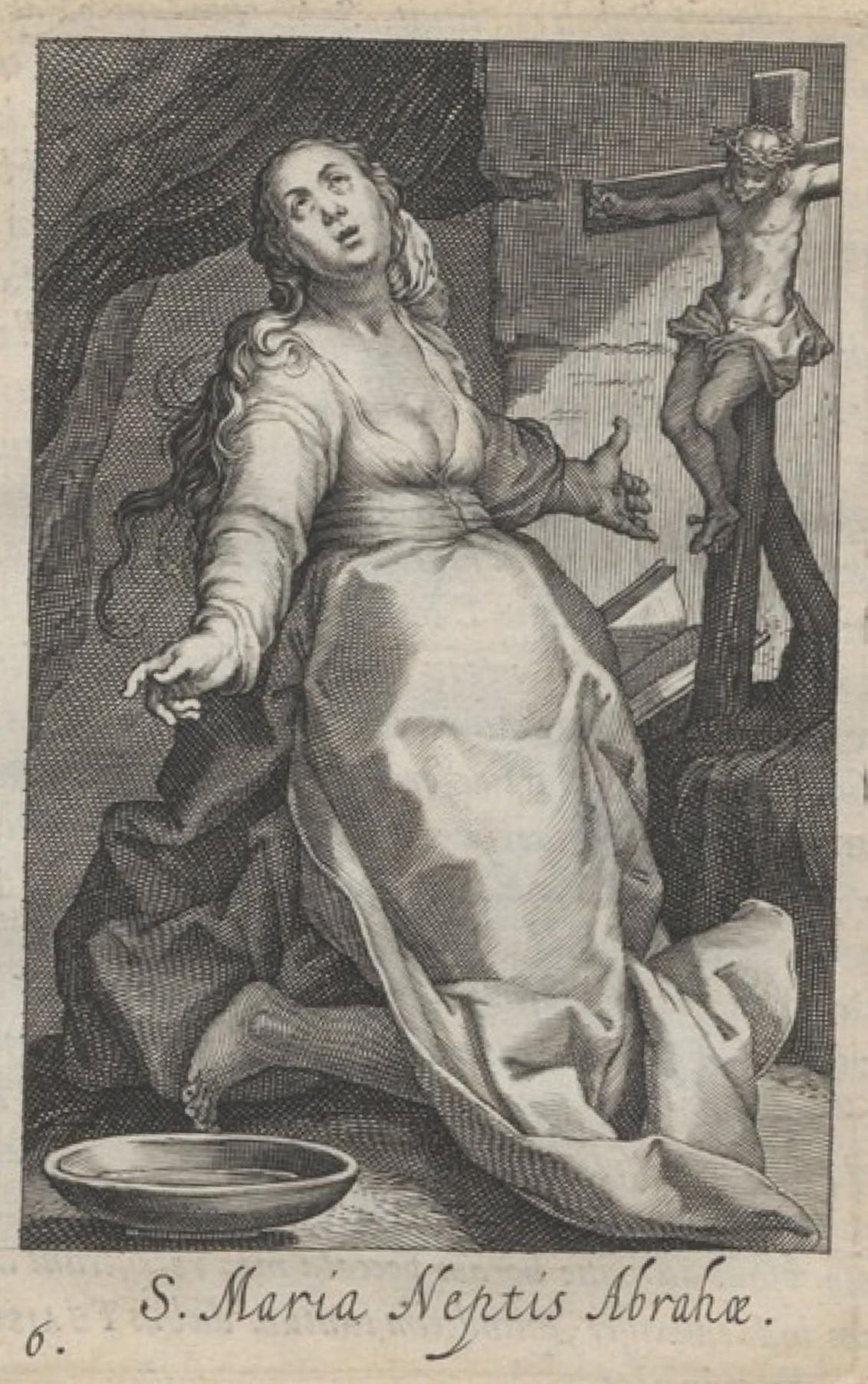
31. Sainte Marie, nièce d'Abraham
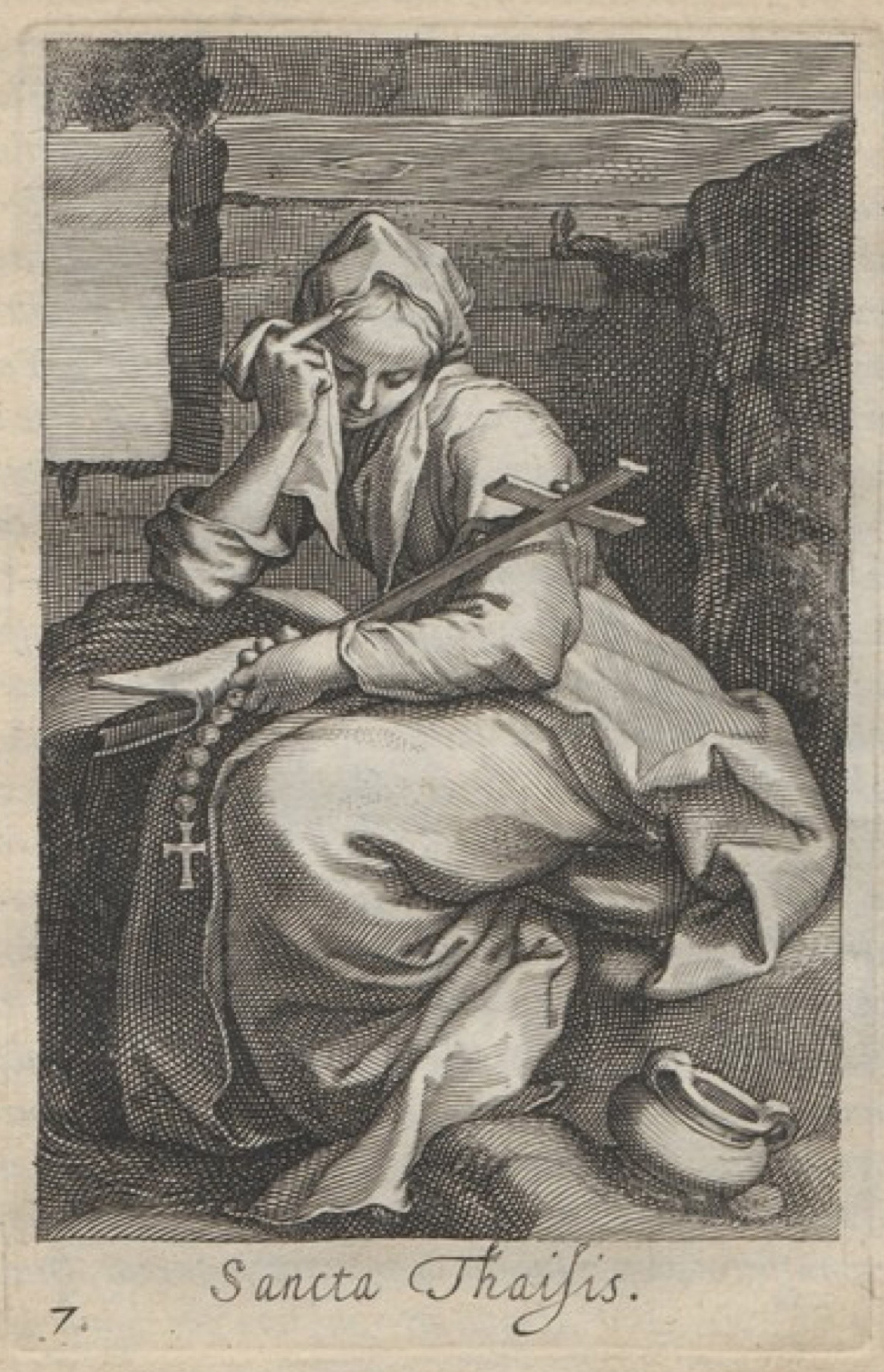
32. Sainte Thaisis
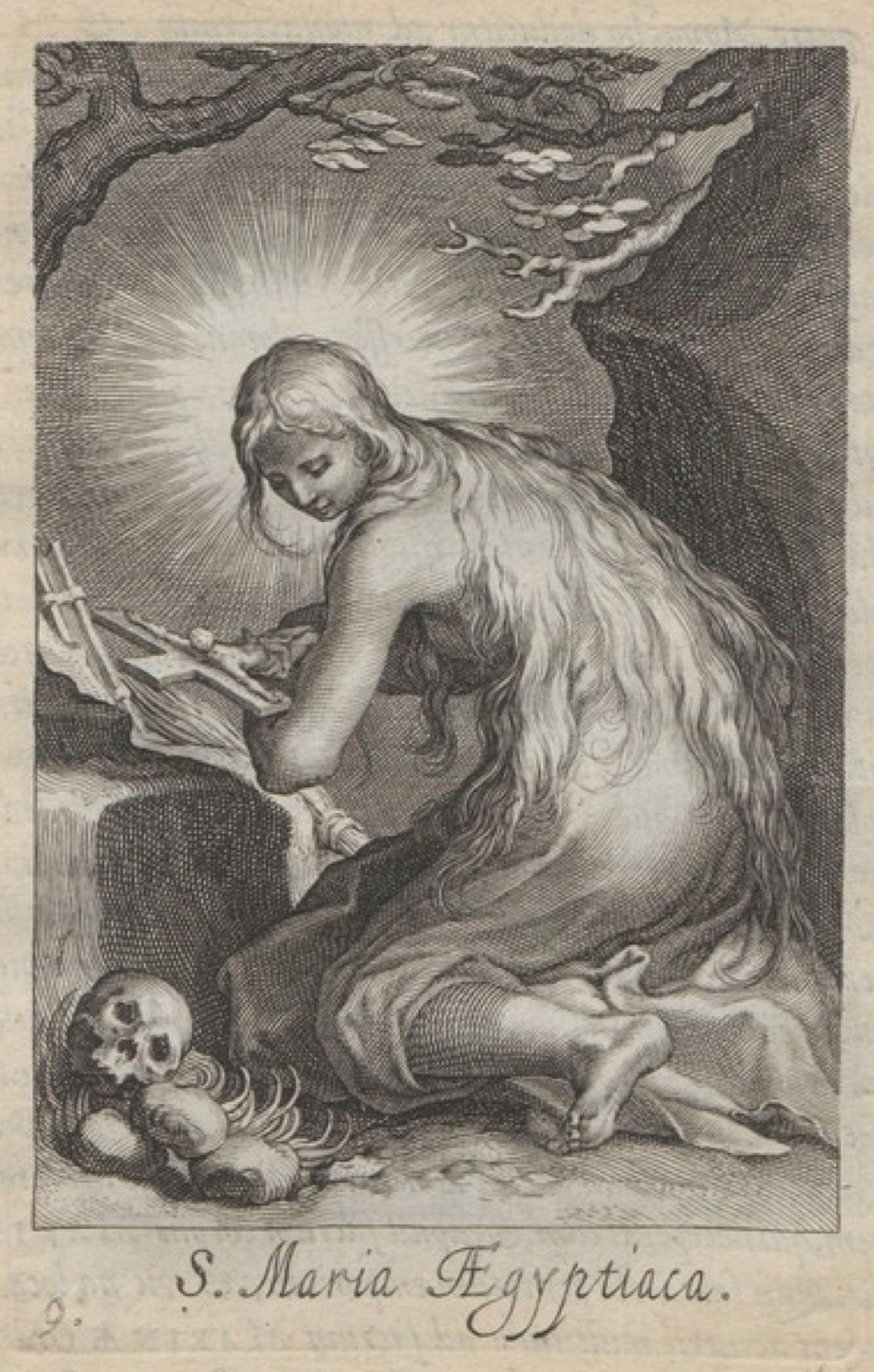
34. Sainte Marie l'Égyptienne
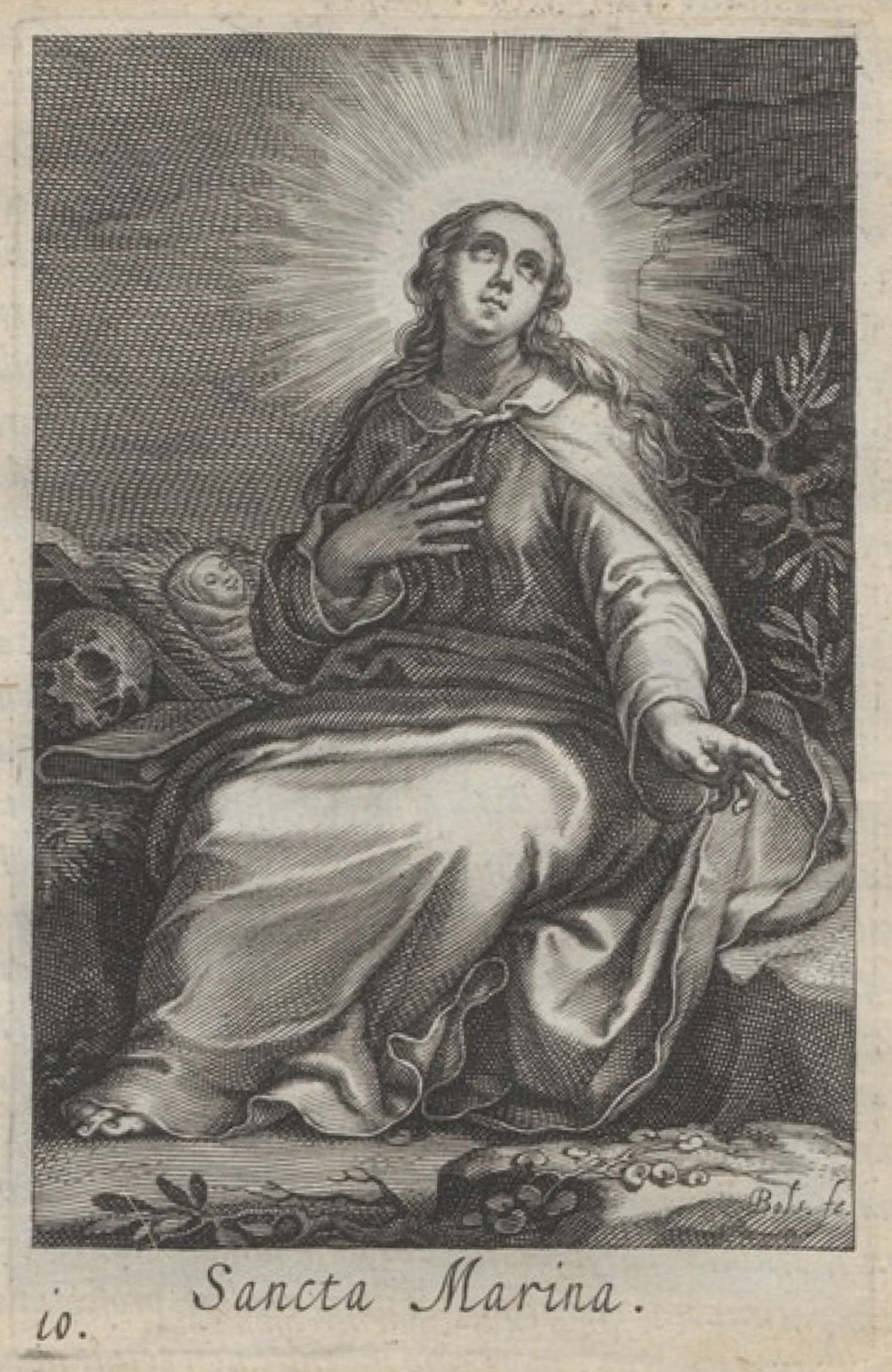
35. Sainte Marine
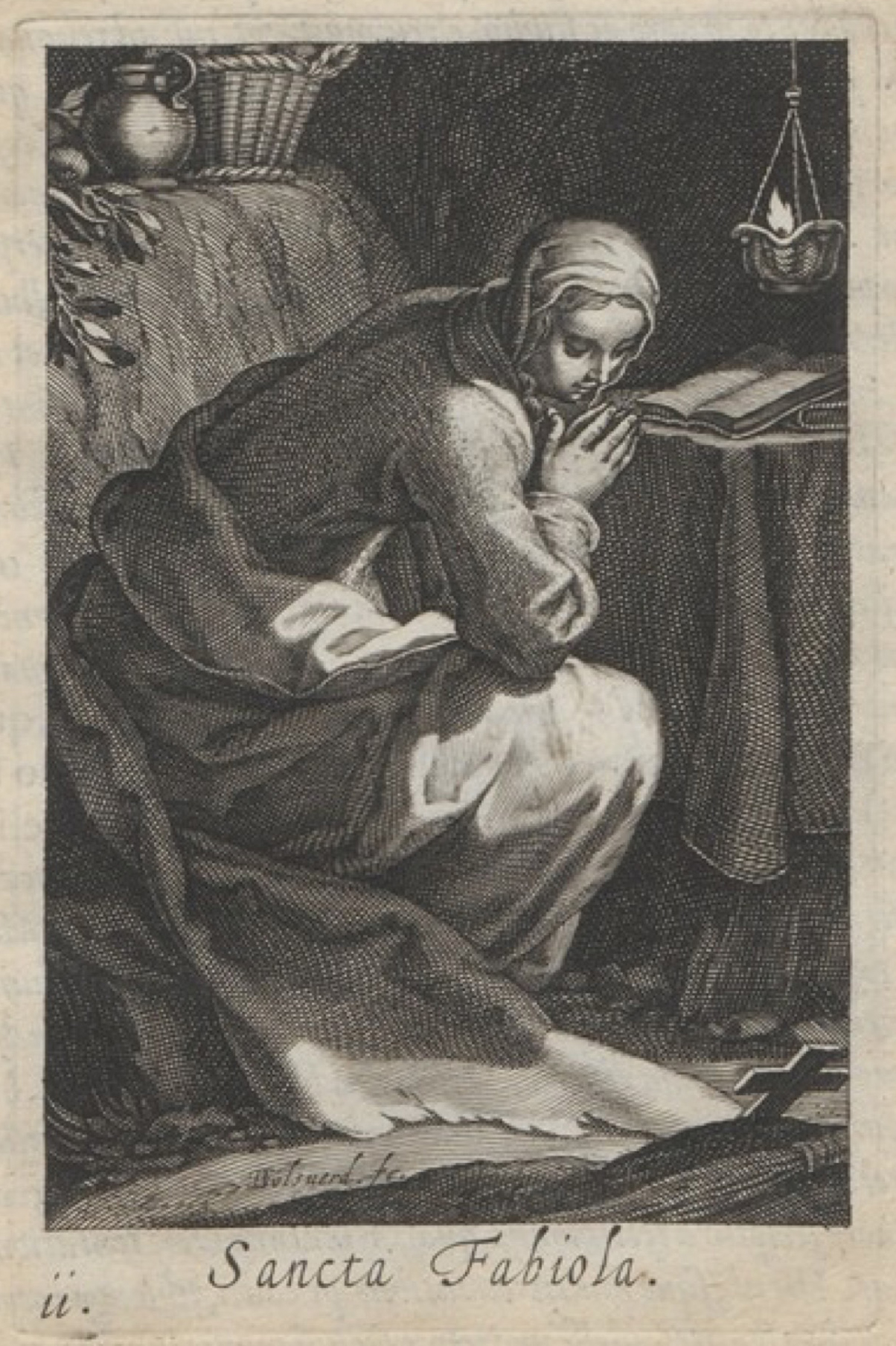
36. Sainte Fabiola
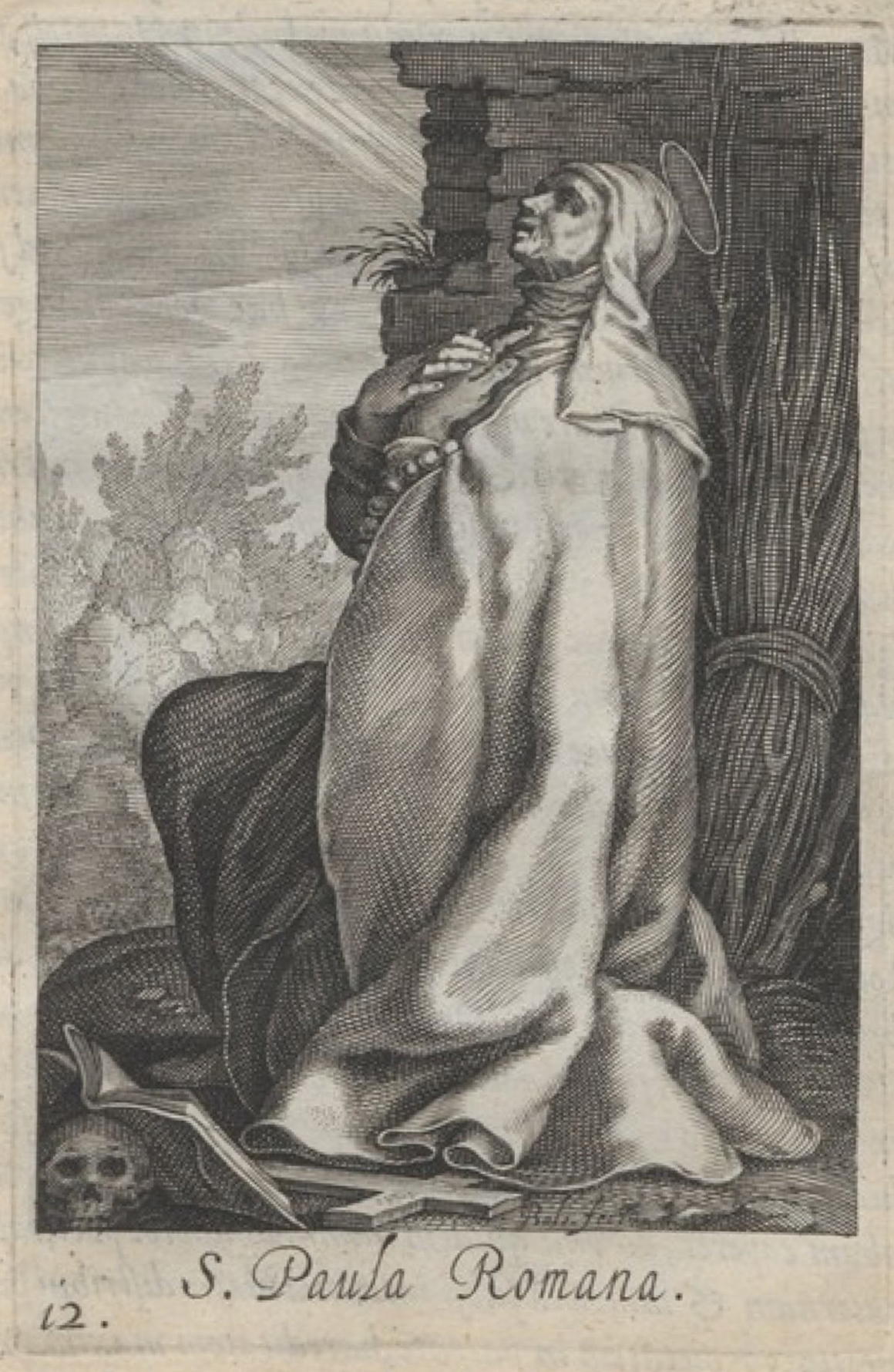
37. Sainte Paule la Romaine
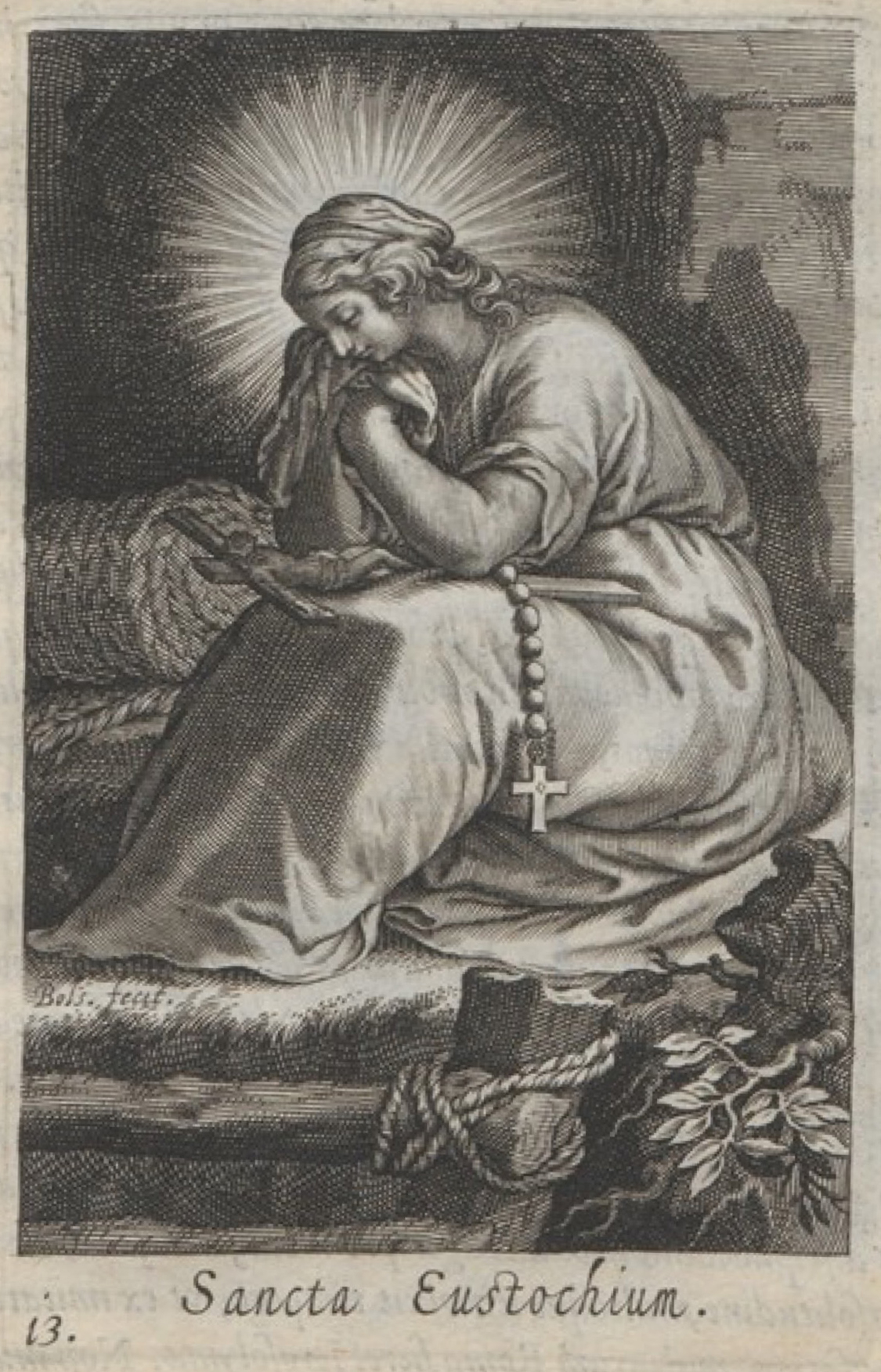
38. Saint Eustache
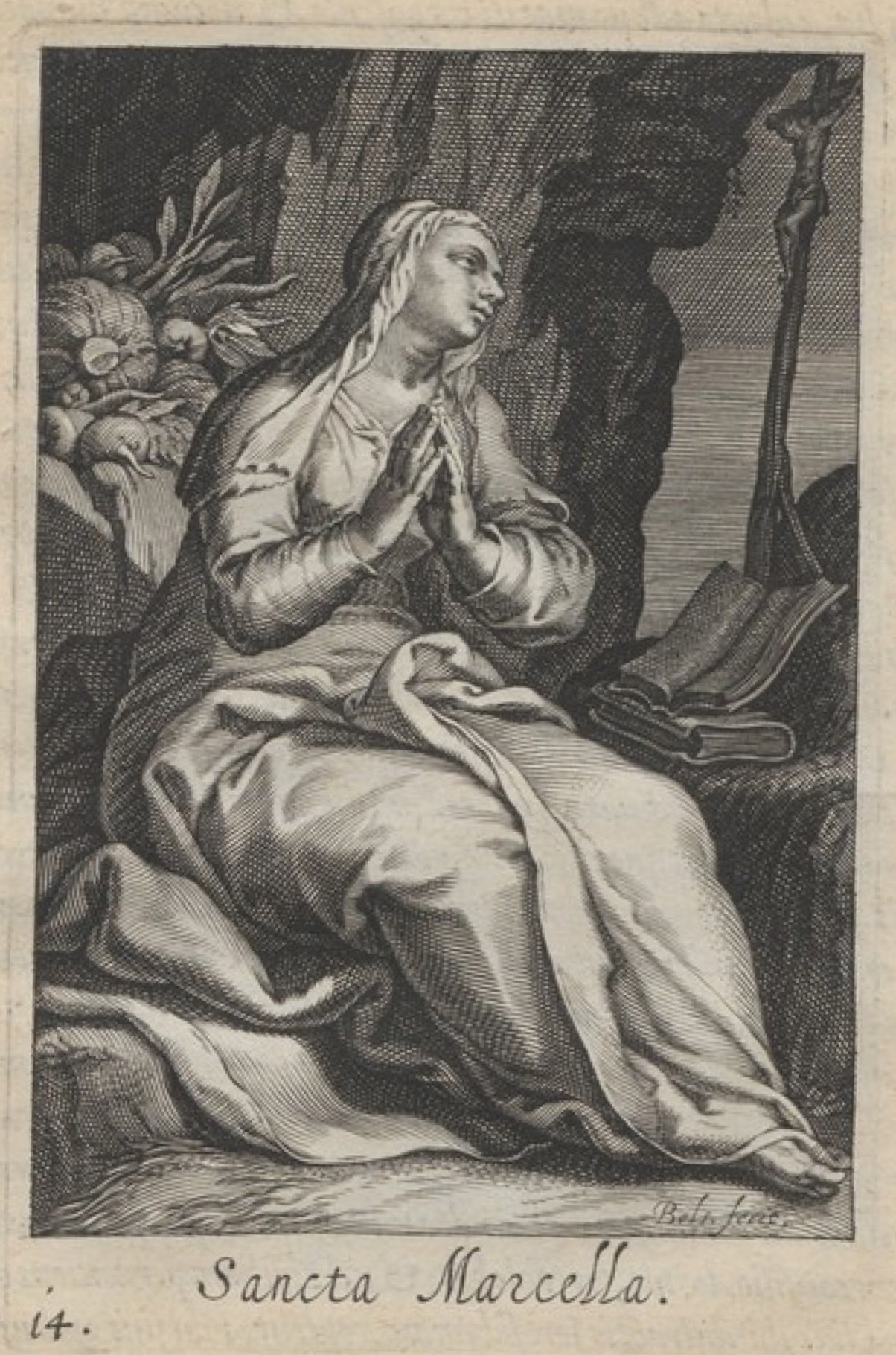
39. Sainte Marcelle
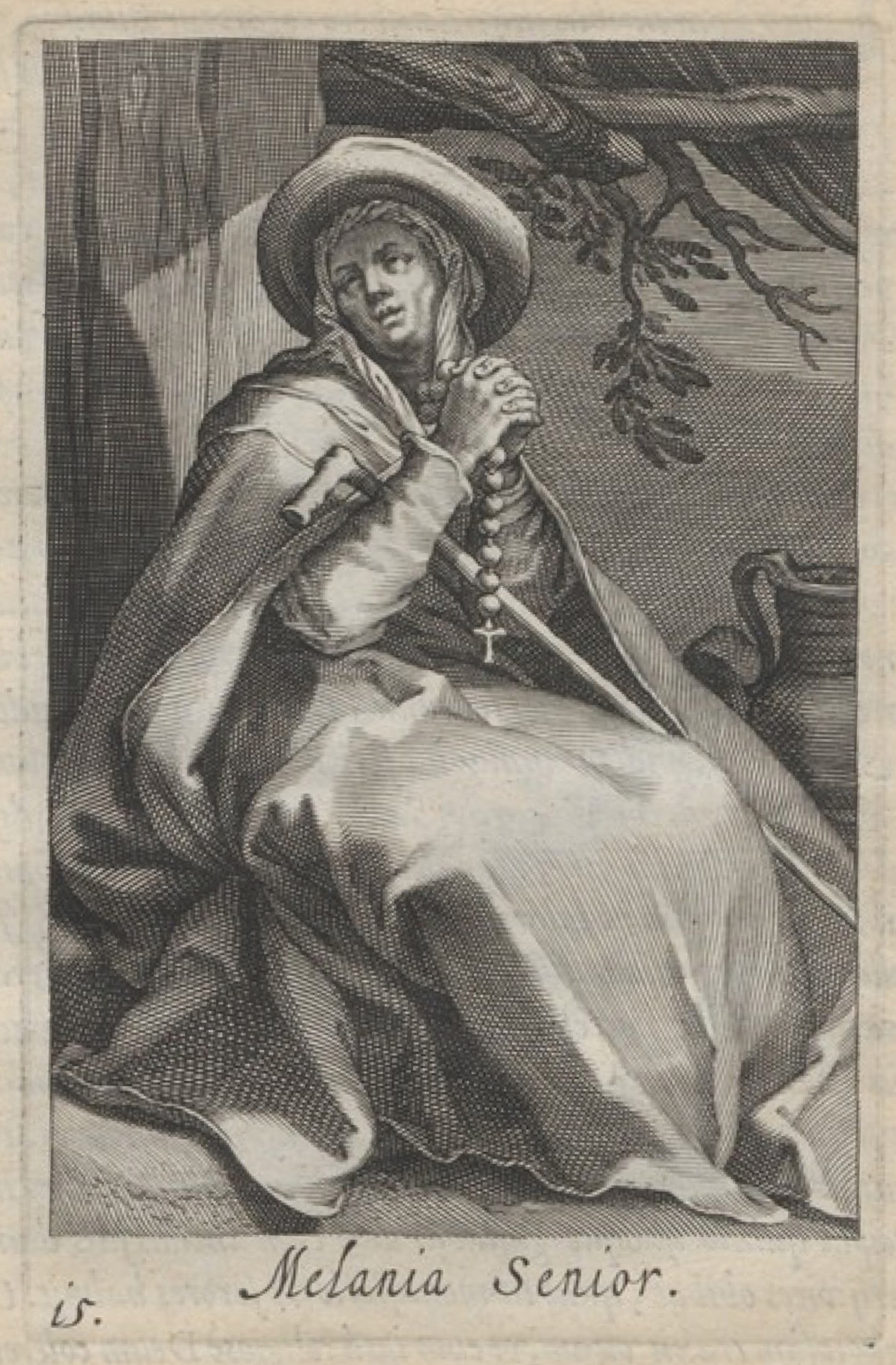
40. Sainte Mélanie l'Ancienne
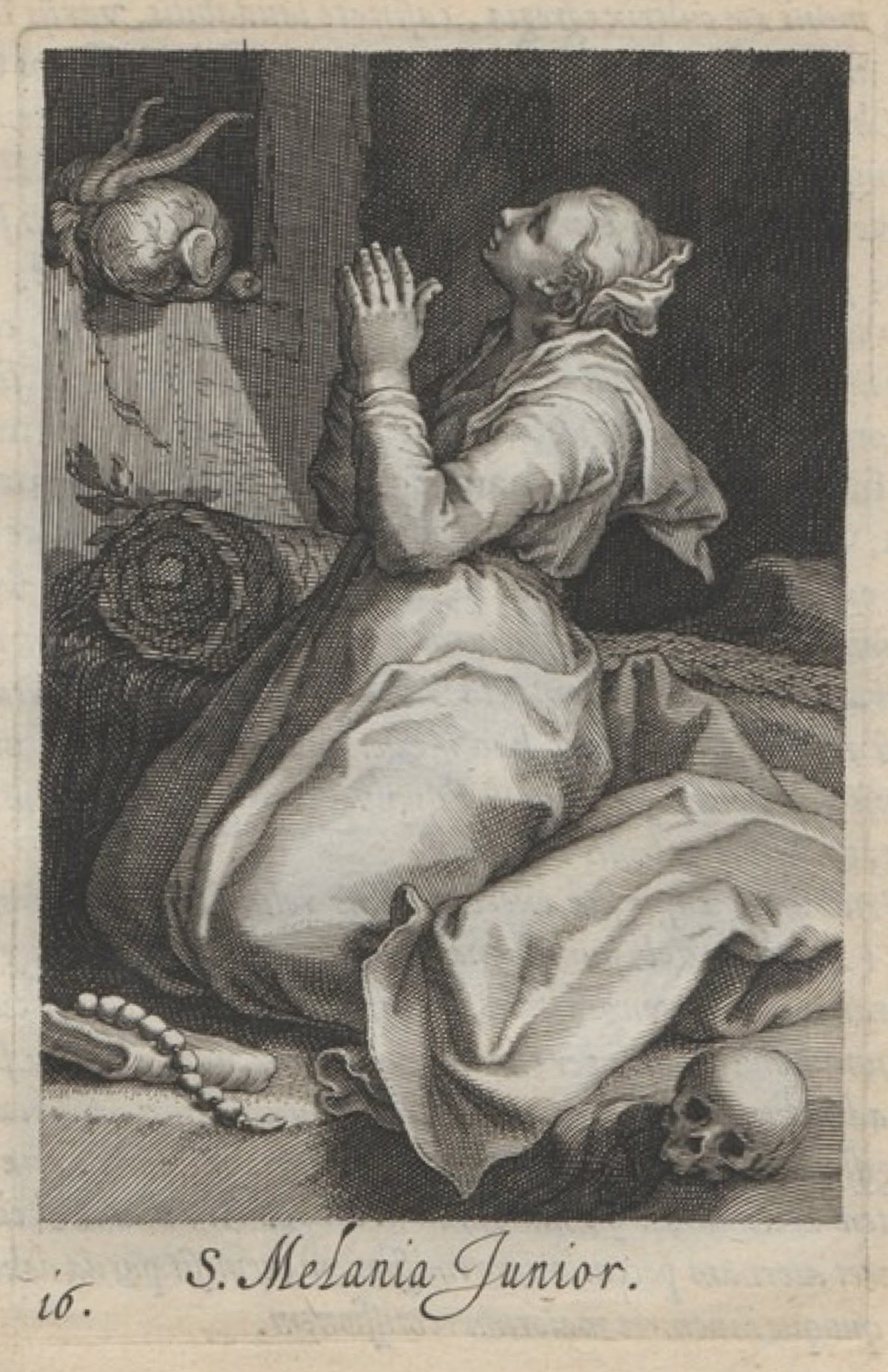
41. Sainte Mélanie la Jeune
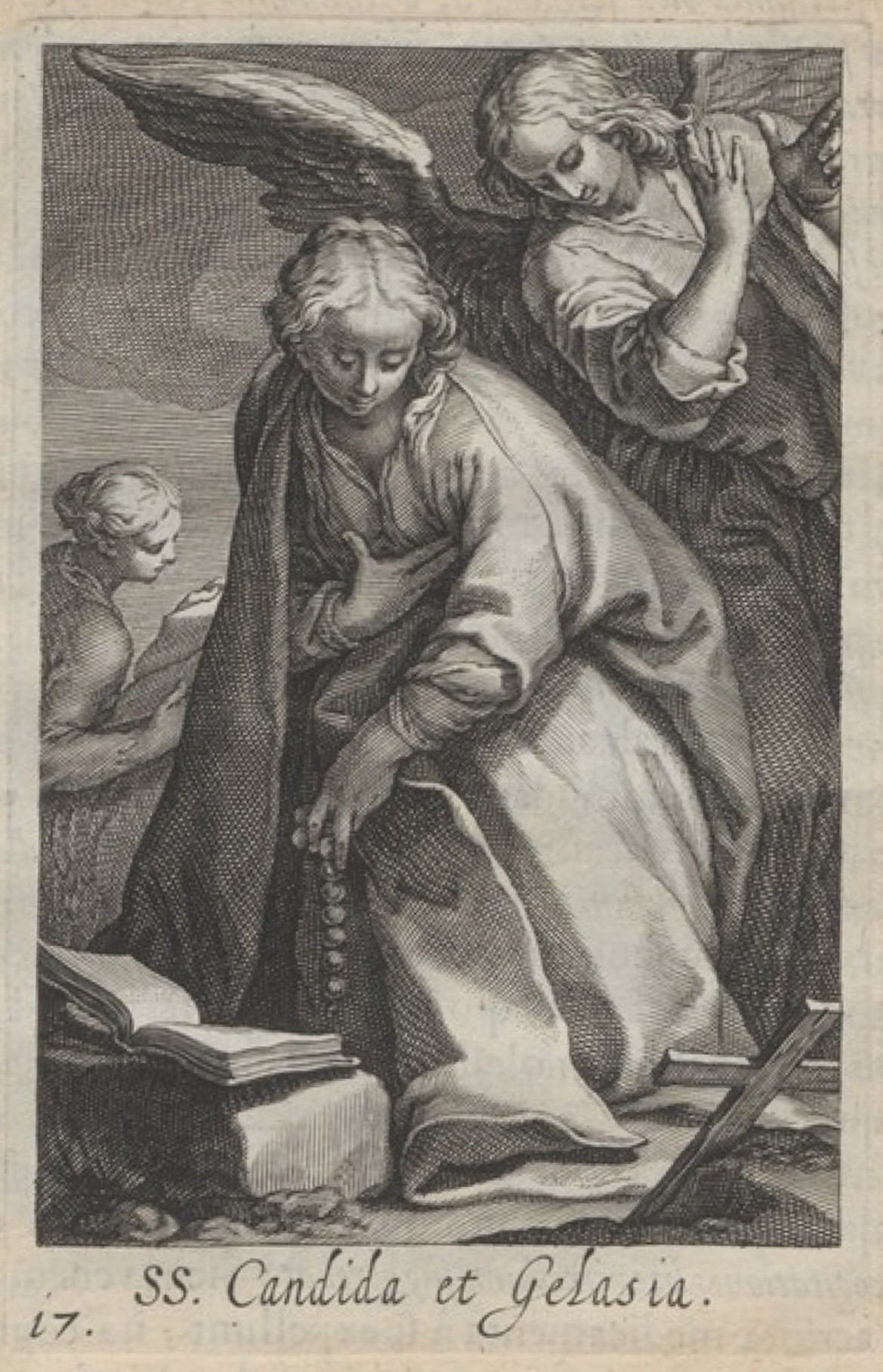
42. Les Saintes Candide et Gélasie
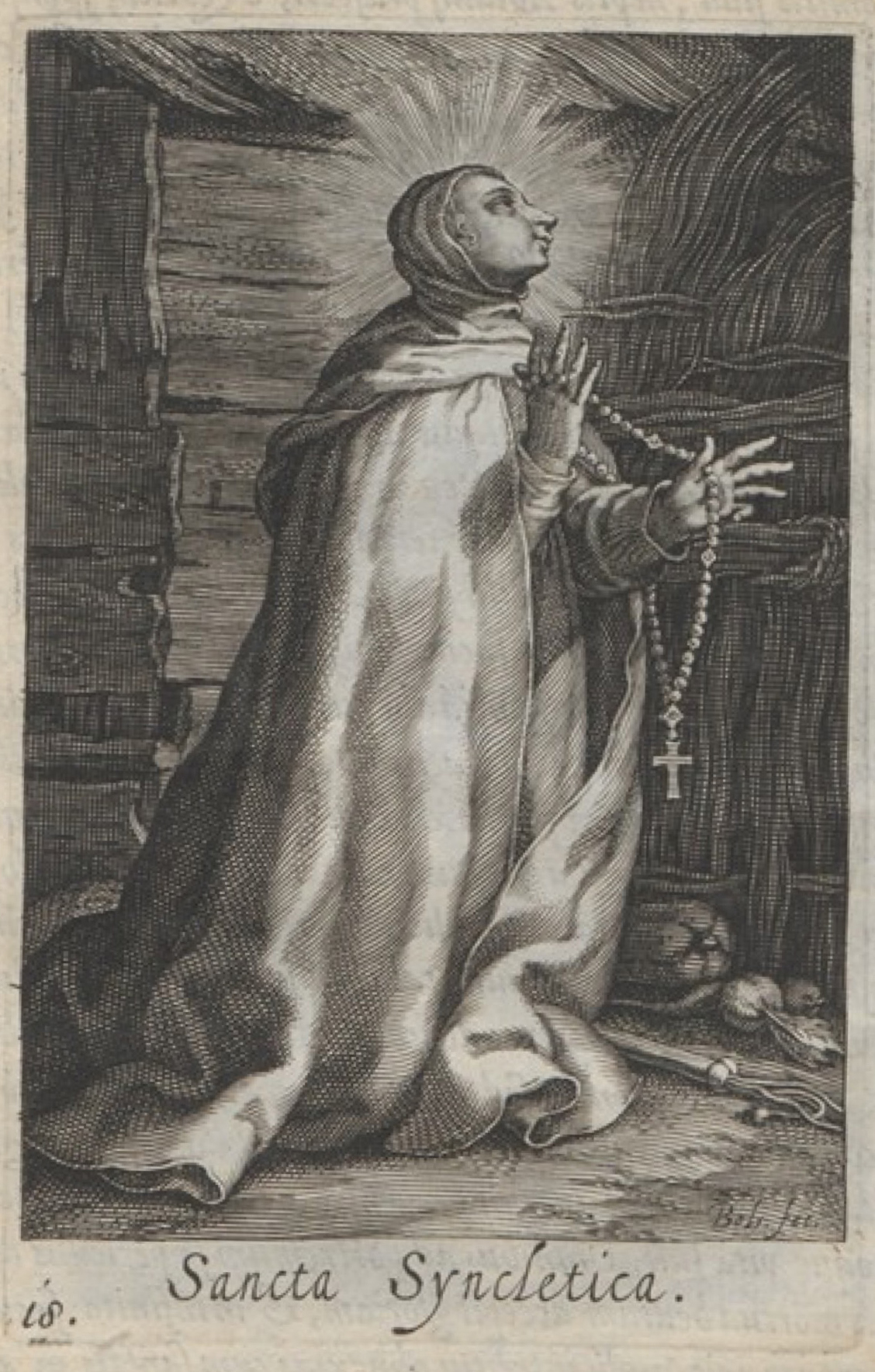
43. Sainte Synclétique
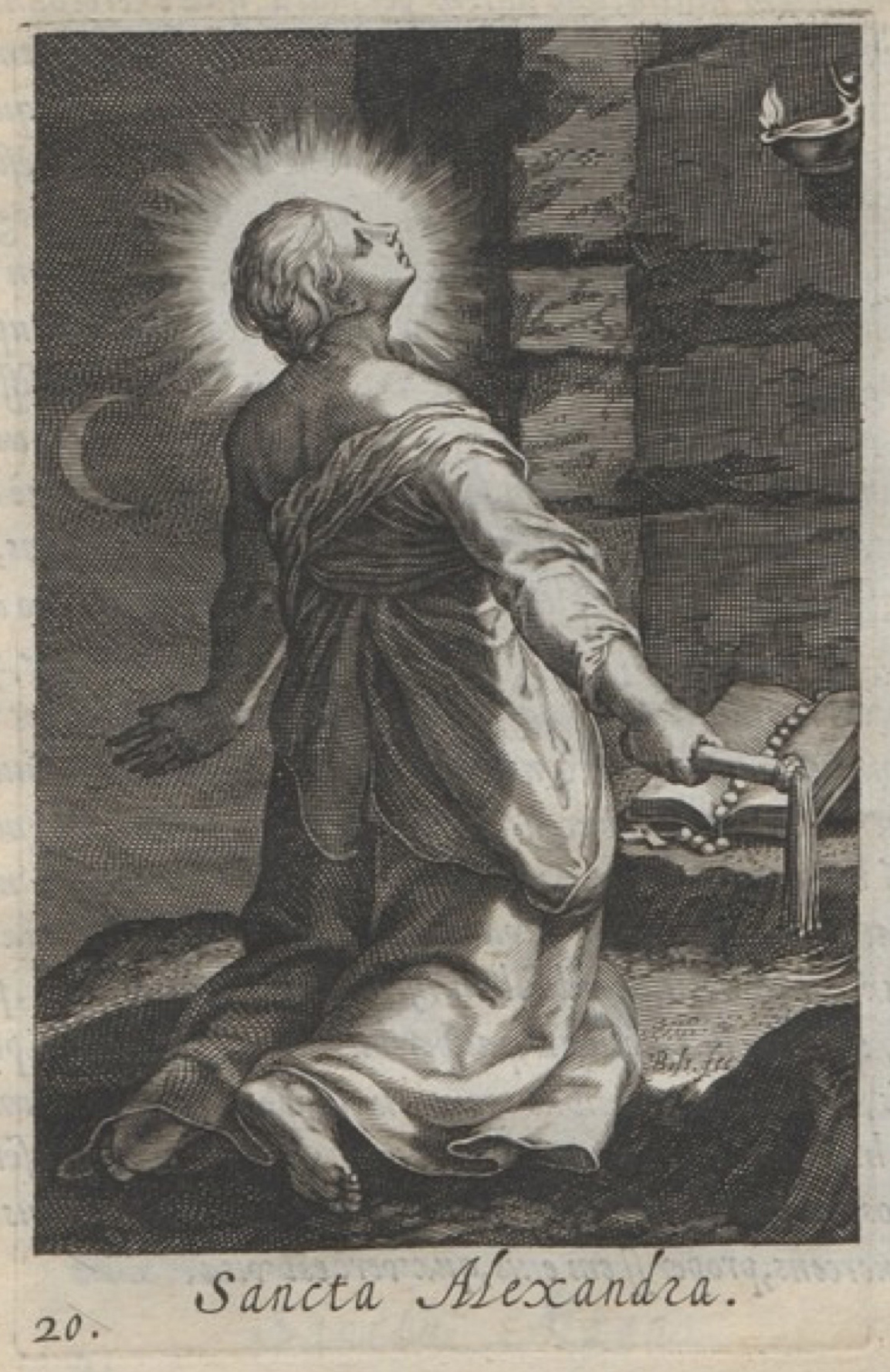
45 Sainte Alexandra
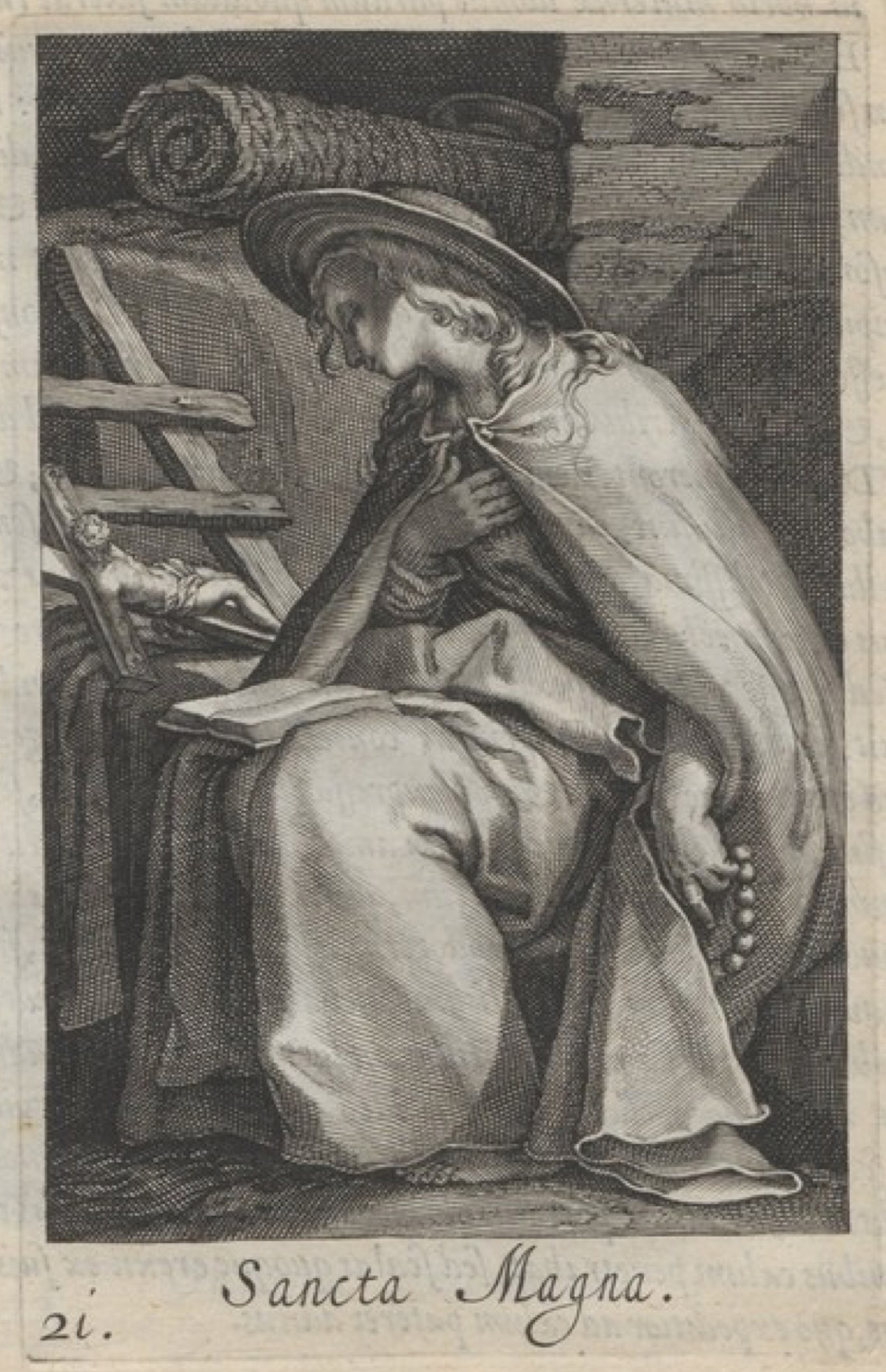
46. Sainte Magne

### Via Vitæ æternaæ, 1623

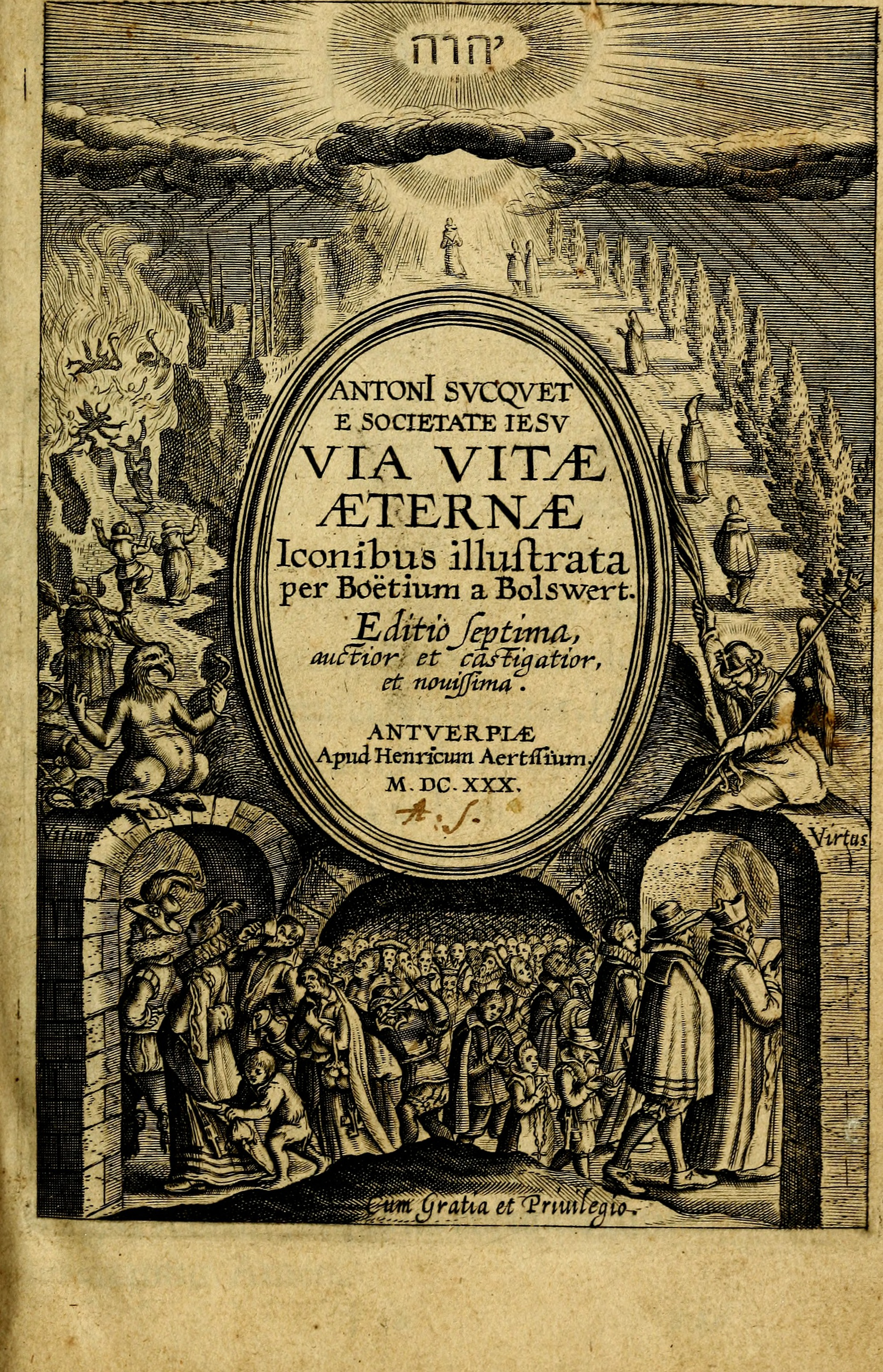
Via vitae aeternae, frontispice
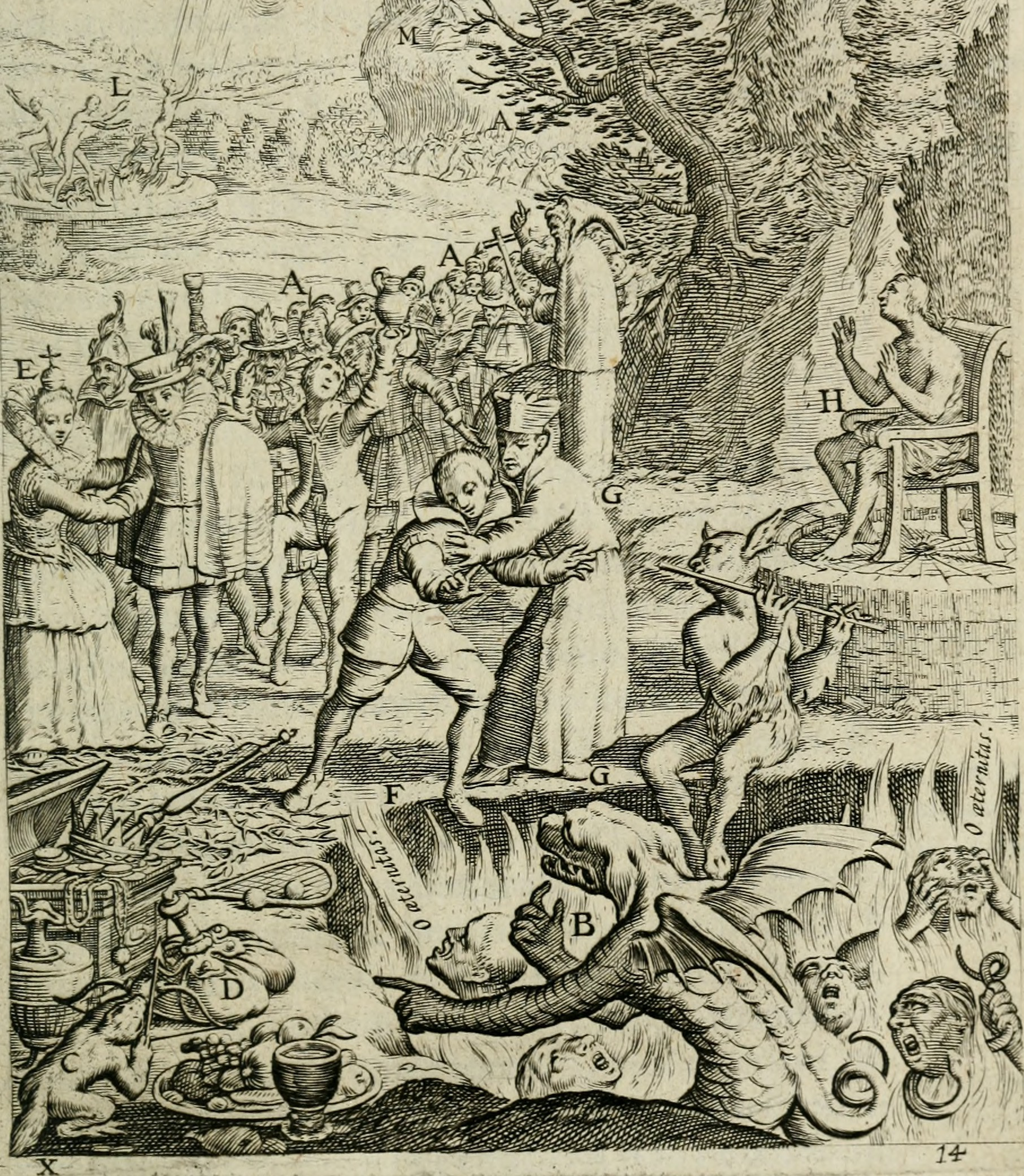
Via vitae aeternae, fragment
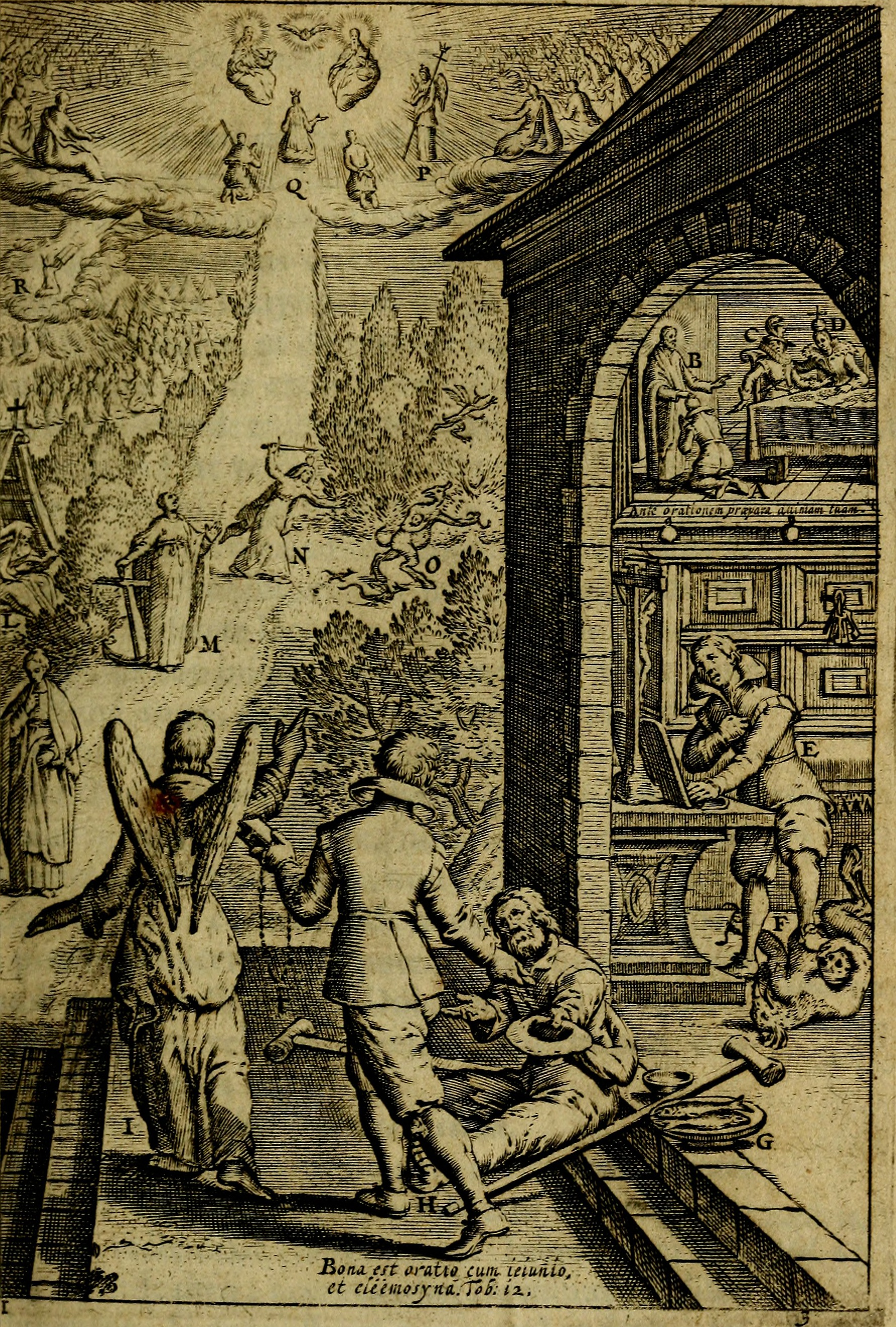
Via vitae aeternae, fragment
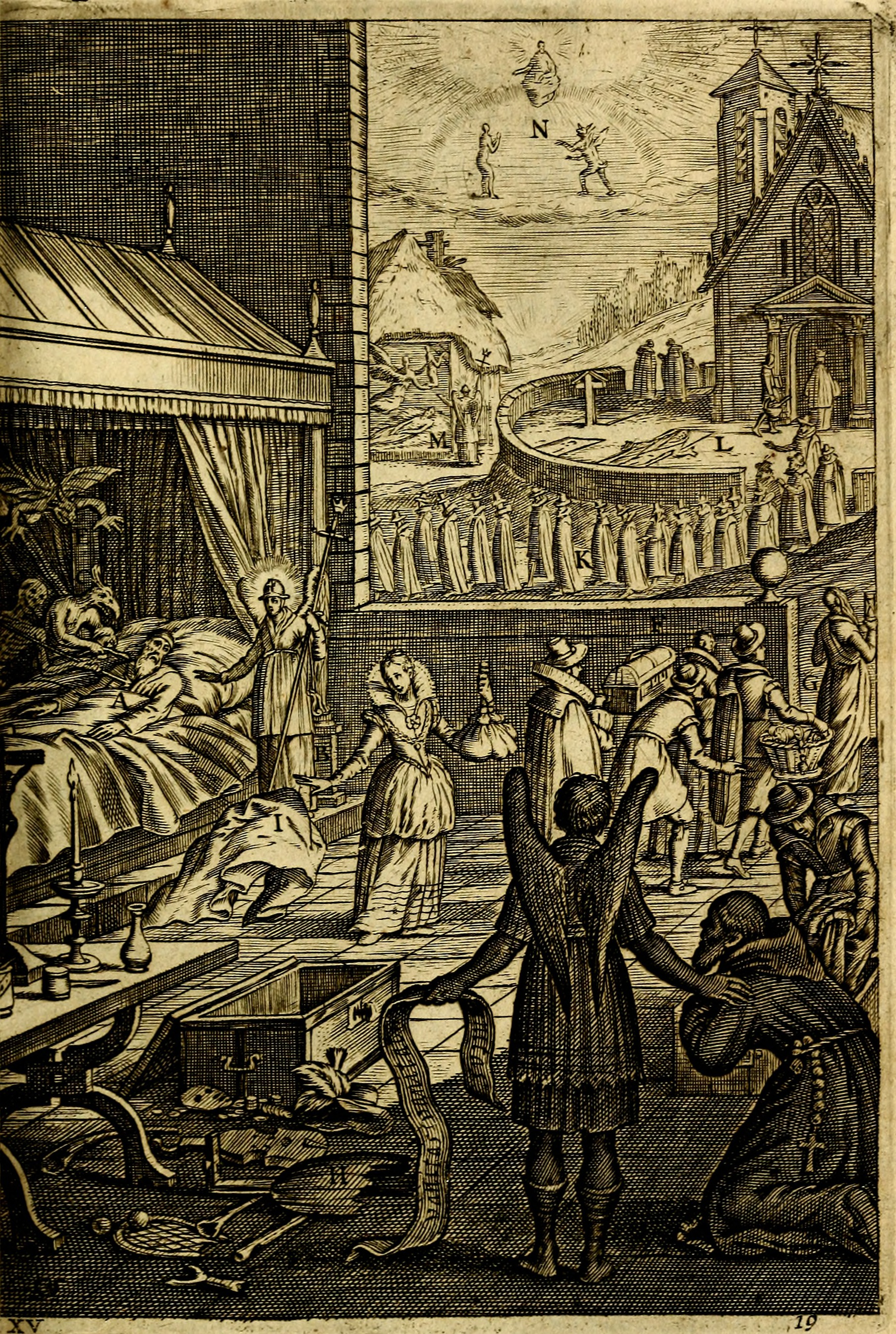
Via vitae aeternae, fragment
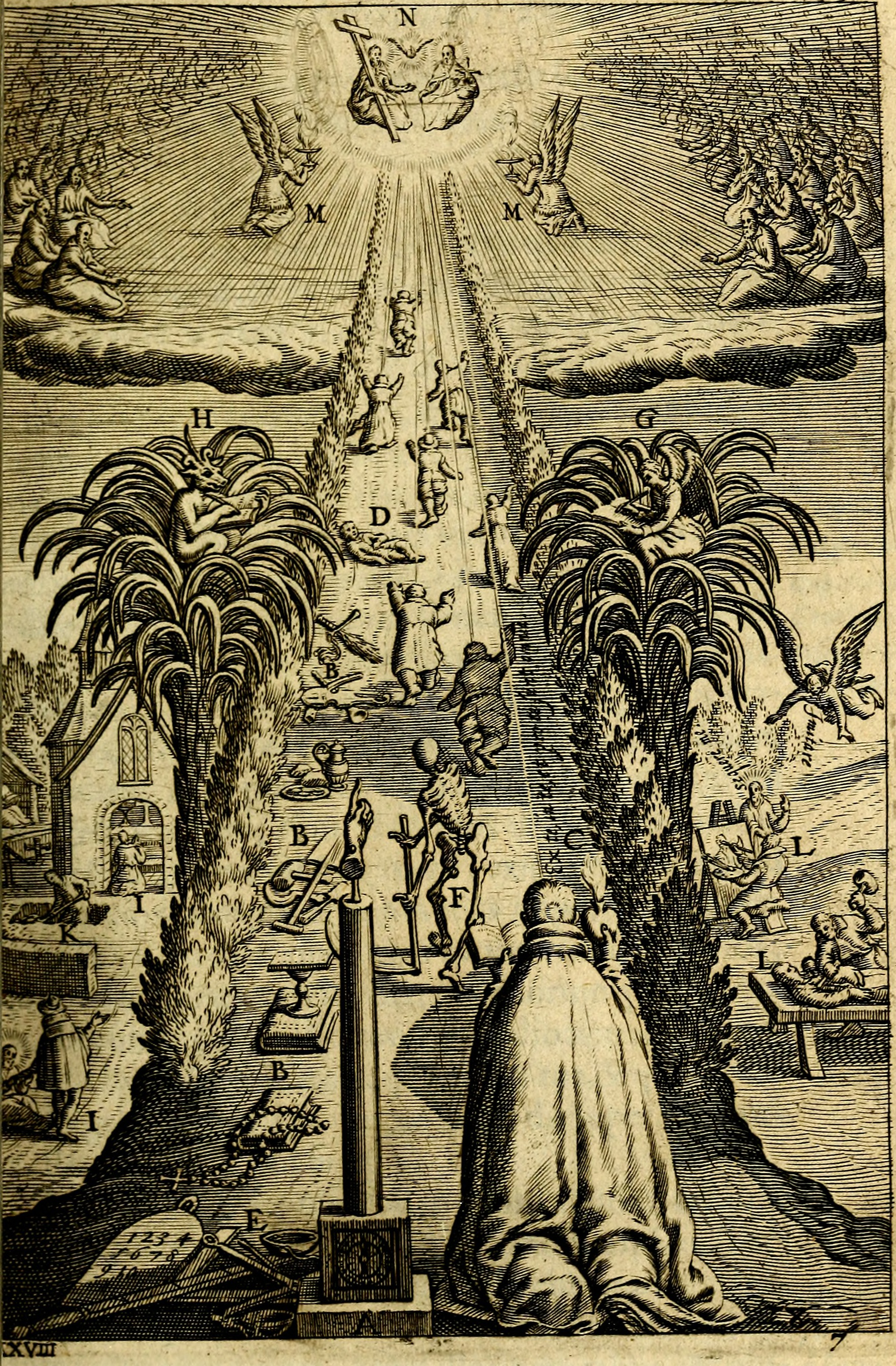
Via vitae aeternae, fragment
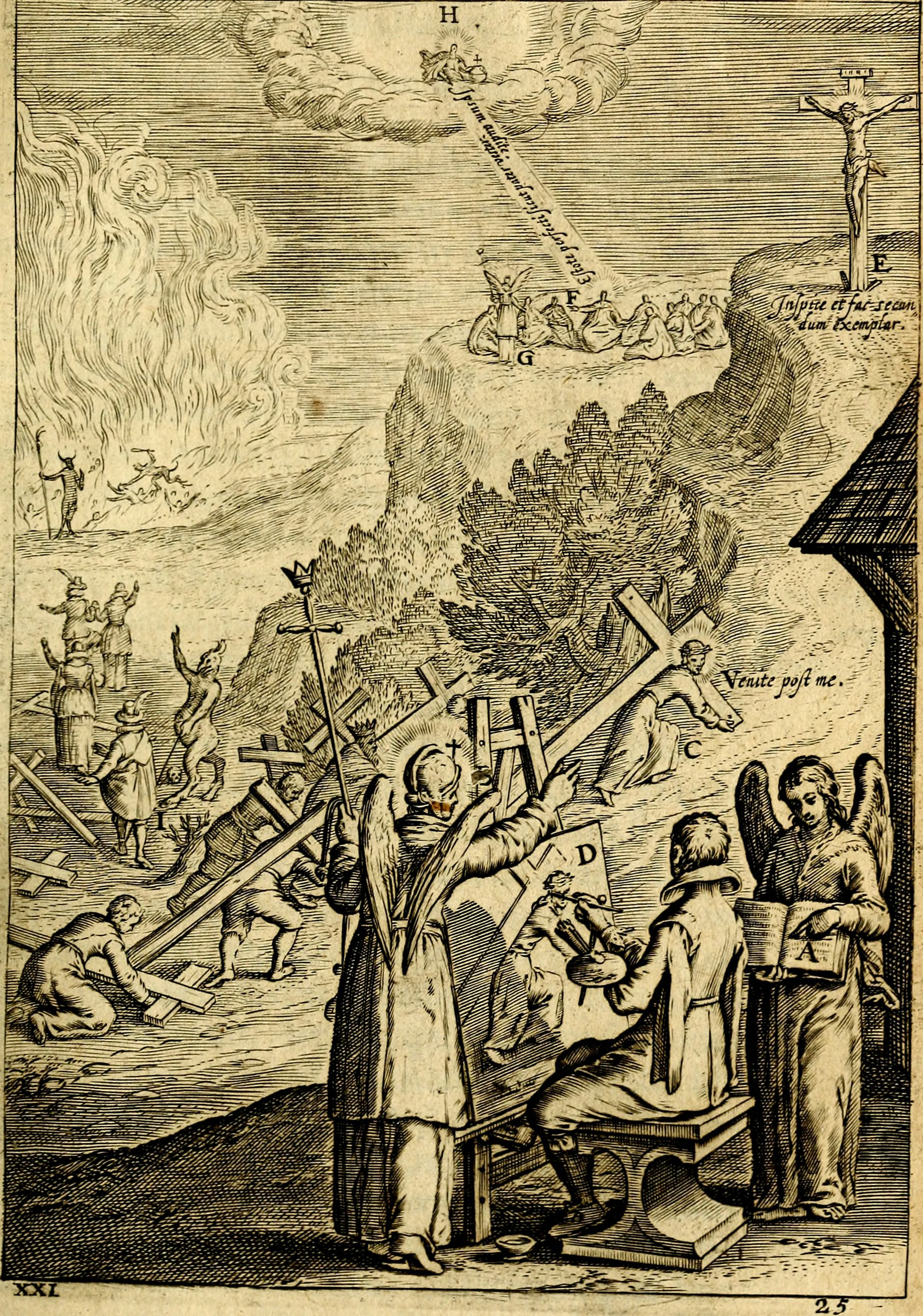
Via vitae aeternae, fragment

### Pia Desiderada, 1628

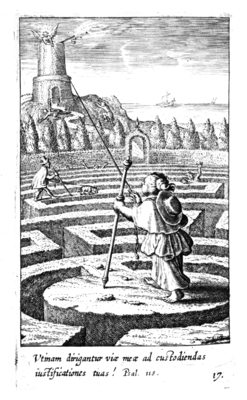
Pia Desideria, fragment

## Expositions
- Musée national des beaux-arts du Québec, Québec, Copyright Rubens - L'art du grand imagier, octobre 2004 - janvier 2005.
- University of Arizona Museum of Art, Tucson, 17th century prints from the permanent collection, mai-septembre 2012[5].
- Louvre-Lens, L'Europe de Rubens, mai-septembre 2013.
- Titus Brandsma Museum, Bolsward, Boëtius et Schelte : de Bolswert à Anvers, juin-septembre 2013[6].

## Réception critique
- « Ces images, même si elles ne sont pas dénuées de tout caractère moralisateur, illustrent une grande partie des événements du récit. À la manière de Montano, d'Otto van Veen ou de Herman Hugo, mais dans un style plus ingénu et plus divertissant, l'artiste retrace l'odyssée de l'âme chrétienne sur le chemin, semé d'embûches, qui doit la ramener à Dieu. Le couple mis en scène n'est toutefois pas celui de l'âme et de l'amour de Dieu, mais celui du vice et de la vertu, incarnés par deux sœurs qui rappellent la polarité entre les Vierges folles et les Vierges sages. » - Ralph Dekoninck, sur Le Pèlerinage des sœurs Colombelle et Volontairette vers leur bien-aimé dans Jérusalem[7]

## Musée et collections publiques
- Australie
  - Musée national d'Australie-Méridionale, Adélaïde, Paysages, gravures.

- Belgique
  - Bibliothèque patrimoniale Hendrik Conscience (nl), Anvers, Le pèlerinage des sœurs Colombelle et Volontairette vers leur bien-aimé dans Jérusalem, 1626[3].
  - Musée Plantin-Moretus, Anvers, Le jugement de Salomon, d'après Rubens[8].
  - Université de Liège, Les horreurs de la guerre d'Espagne[9].

- Espagne
  - Bibliothèque nationale d'Espagne, Madrid[10].

- États-Unis
  - Fogg Art Museum, Université Harvard, Cambridge (Massachusetts)[11].
  - Institut d'art de Chicago, La Crucificion (coup de lance), 1631 ; Buste de Jules César, d'après Rubens, 1633[12].
  - Smart Museum of Art, Université de Chicago, Paysage, 1614[13].
  - Musée des beaux-arts de Houston, Sylva anachoretica Ægypti et Palæstinæ, 1619[14].
  - Milwaukee Art Museum, Milwaukee, Ferme, gravure[15].
  - Metropolitan Museum of Art, New York, Paysage avec ferme, d'après Abraham Bloemaert, 1613[16] ; Le jugement de Salomon, d'après Rubens[17].
  - Philadelphia Museum of Art, Philadelphie, La Cène ; Portrait du jésuite Jean Berchmans[2].
  - Rhode Island School of Design Museum, Providence (Rhode Island), Le coup de lance - Le Christ entre les deux larrons, 1631[18].
  - San Francisco De Young Museum, San Francisco[19].
  - University of Arizona Museum of Art, Tucson, Portrait d'Élisabeth de Bohême, 1613[5].
  - National Gallery of Art, Washington, Junon, 1610 ; Willian Louis, Prince de Nassau, d'après Michiel van Miereveld, 1616 ; Paysans dans une étable ; Ferme, d'après Abraham Bloemaert, 1620[20].
  - Davis Museum at Wellesley College (en), Wellesley (Massachusetts), Réunion de villega, l'une des gravures des Horreurs de la guerre d'Espagne, d'après David Vinckboons, 1610[21].

- France
  - Médiathèque François-Mitterrand, Digne-les-Bains, Pia Desiderada, 1628.
  - Musée des beaux-arts d'Orléans, estampes dont La Vierge et l'Enfant d'après Francesco Mazzola dit Le Parmesan.
  - Bibliothèque nationale de France, Paris, Saint Louis de Gonzague, d'après Gerard Seghers.
  - Petit Palais, Paris, Le jugement de Salomon, d'après Rubens[22].
  - Musée des beaux-arts de Rennes, Vénus ; Sainte Marie-Madeleine, gravures.

- Italie
  - Palazzo Poli (Istituto Nazionale per la Grafica), Rome, Paysages[23].

- Japon
  - Musée national de l'art occidental, Tokyo, La Cène, d'après Rubens, 1632-1633[24].

- Nouvelle-Zélande
  - Auckland Art Museum Toi o Tamaki, Auckland, La fuite en Égypte, 1633[25].

- Pays-Bas
  - Rijksmuseum Amsterdam, La foire d'Amsterdam, 1609[26], Le grand incendie du 24 mai 1452 à Amsterdam[27].
  - Titus Brandsma Museum, Bolsward[6].
  - Bibliothèque de l'Université Radboud de Nimègue, Sylva anachoretica Ægypti et Palæstinæ.
  - Musée Boijmans Van Beuningen, Rotterdam[28].

- Roumanie
  - Brukenthal National Museum, Sibiu[29].

- Royaume-Uni
  - British Museum, Londres, Le coup de lance - Le Christ entre les deux larrons, 1631[30].
  - National Portrait Gallery, Londres, Portrait d'Élisabeth de Bohême, 1613[31].
  - Victoria and Albert Museum, Londres, La Cène, d'après Rubens, 1632-1633[32].

- Suisse
  - Cabinet d'arts graphiques du musée d'art et d'histoire de Genève[33].

## Collections privées
- Louis-César de La Baume Le Blanc de La Vallière (1708-1780), Pèlerinage de Colombelle et Volontairette vers leur bien-aimé dans Jérusalem, 1636[34].
- Charles Van Hulthem (1764-1832), Saint Norbert, d'après Abraham van Diepenbeeck ; Le jugement de Salomon, Buste de Jules César et La résurrection de Lazare, d'après Rubens ; L'adoration des bergers, d'après Abraham Bloemaert[35].